# Airbus A380
Airbus А380 — широкофюзеляжный двухпалубный четырёхдвигательный турбовентиляторный пассажирский самолёт, созданный концерном Airbus S.A.S. (ранее Airbus Industrie) — крупнейший серийный авиалайнер в мире (высота 24 метра, длина 73 метра, размах крыла 79 метров). Вместимость — 525 пассажиров в салоне трёх классов, 853 пассажира в одноклассной конфигурации. Может совершать беспосадочные перелёты на расстояние до 15 400 км. В 2021 году, после выпуска 251 самолёта, производство данной модели было прекращено. До 2022 года был вторым самолётом по величине после Ан-225 «Мрия». После уничтожения Ан-225 в Гостомеле стал первым самолётом по величине в мире.

## Описание
На разработку А380 ушло около десяти лет. Модификация А380-800 была изначально предназначена для перевозки 555 пассажиров в конфигурации с тремя классами комфортности, или 853 пассажиров (538 на главной палубе и 315 на верхней палубе) в конфигурации с одним экономклассом. Дальность полёта для модели A380-800 составляет 15 400 км. В мае 2007 года Airbus начал предлагать клиентам самолёт с меньшим числом пассажирских мест (525 мест в трёх классах в обмен на увеличенную на 370 км дальность полёта), чтобы лучше соответствовать тенденциям в размещении пассажиров премиум-класса.
Предполагалось выпускать ещё несколько модификаций самолёта, но относительно низкий спрос не позволил осуществить этот план. Нереализованные варианты включали А380-900 с увеличенным числом мест — до 656 пассажиров (или до 960 пассажиров при едином экономклассе), и модификации с увеличенной дальностью полёта с той же пассажировместимостью, что и А380-800. Предлагались и ещё более продвинутые версии — A380-1000 и A380plus.
Была также предусмотрена (но не реализована) грузовая модификация А380-800F, которая была бы способна перевозить до 150 тонн груза на расстояние до 10 370 км.
На сегодняшний день четырёхдвигательный A380 является самым большим пассажирским авиалайнером в мире (максимальная взлётная масса — 560 тонн; масса самого самолёта — 280 тонн), превосходя по вместимости Boeing 747, который являлся крупнейшим пассажирским лайнером на протяжении 37 лет (но может перевозить «лишь» до 625 пассажиров). Длина A380 составляет 73 метра, что немногим меньше, чем у Boeing 747-8, однако Boeing уступает по размаху крыла.
По информации Airbus, A380 является самым экономичным среди больших лайнеров — три литра топлива на одного пассажира на сто километров пути. По заявлениям компании, в расчёте на одного пассажира A380 сжигает на 17 % меньше топлива, чем «современный самый большой самолёт» (по всей видимости, имелся в виду Boeing 747). Чем меньше топлива сжигается, тем меньше выбросы углекислого газа; для самолёта выбросы CO2 в расчёте на одного пассажира составляют 75 граммов на километр пути.
Стоимость всей программы — около двенадцати миллиардов евро. Airbus утверждал, что для возмещения затрат корпорации необходимо продать 420 самолётов, хотя по оценкам некоторых аналитиков, их число должно быть намного больше.

## Разработка

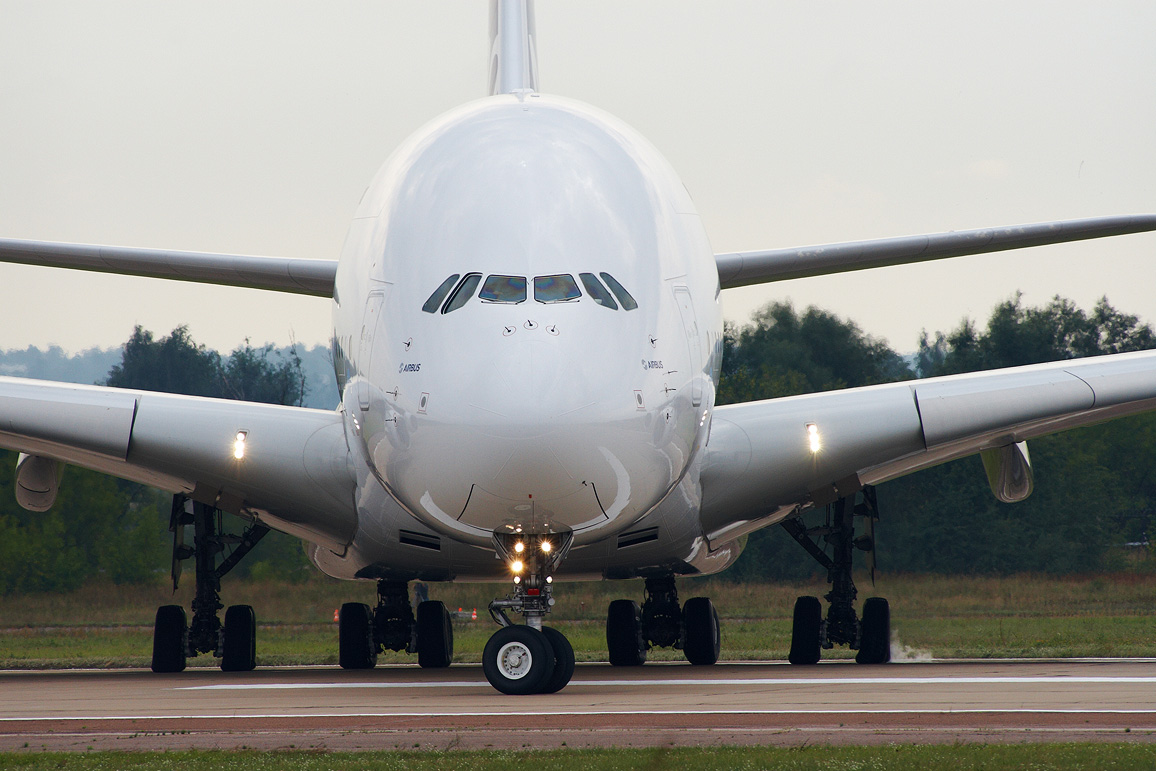
Руление Airbus A380 на авиасалоне МАКС-2011.

Airbus начал разработки очень большого пассажирского авиалайнера (на первых стадиях разработок называвшегося мегалайнером Airbus) в начале 1990-х, чтобы расширить диапазон своих продуктов и лишить Boeing господствующего положения, которое тот занимал в этом сегменте рынка начиная с 1970-х годов со своей моделью Boeing 747. McDonnell Douglas преследовал те же самые цели со своим — в результате неудачным — проектом MD-12. Так как обе фирмы собирались строить преемника Boeing 747, они знали, что в данном сегменте потребительского рынка — самолётов на 600—800 пассажиро-мест — найдётся место только для одного подобного самолёта. Каждый знал о риске раскола подобного специализированного рынка, что было наглядно продемонстрировано при одновременном дебюте Lockheed L-1011 TriStar и McDonnell Douglas DC-10: оба самолёта отвечали потребностям рынка, но рынок с пользой мог выдержать лишь одну из моделей, что в результате заставило Lockheed покинуть рынок гражданской авиации.

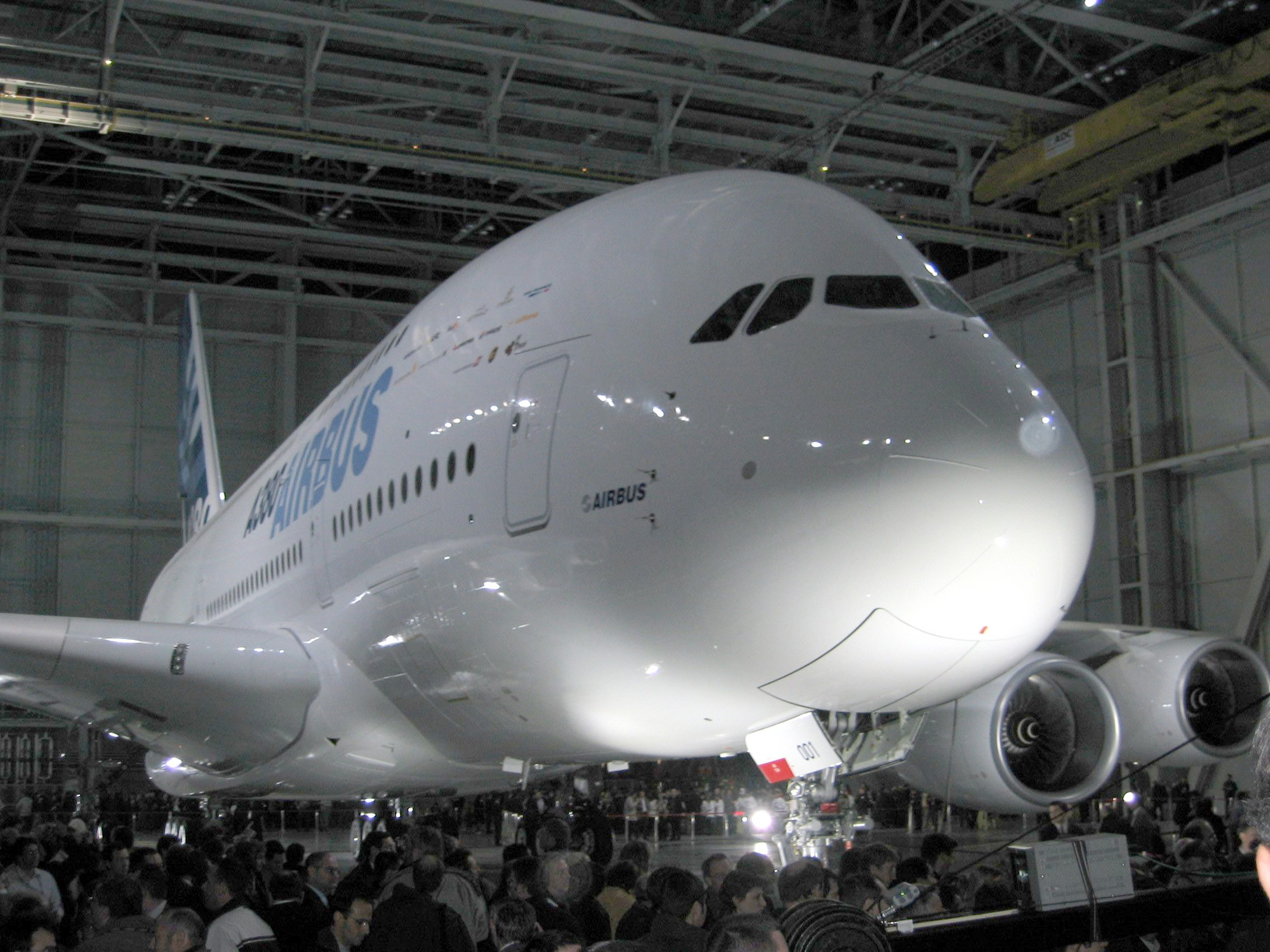
Airbus А380 в ангаре

В январе 1993 года Boeing совместно с несколькими компаниями из консорциума Airbus приступили к анализу экономической целесообразности создания очень крупного авиалайнера для пассажирских и грузовых перевозок (Very Large Commercial Transport, VLCT), стремясь сформировать партнёрство, чтобы разделить рынок ограниченной ёмкости.
В июне 1994 года Airbus начал развитие своего собственного VLCT, дав ему временное обозначение Airbus 3XX. Airbus рассматривал несколько проектов, включая комбинацию из двух фюзеляжей от Airbus A340, бывшего тогда крупнейшим воздушным судном Airbus. В то же время Boeing рассматривал концепцию с «горбом» ближе к носу самолёта, что позволило бы вместить больше пассажиров.
Партнёрство по программе VLCT закончилось в 1996 году.
В январе 1997 Boeing свернул свою программу Boeing 747X в связи с Восточно-азиатским экономическим кризисом 1997—2000 гг., который затуманивал перспективы рынка. Airbus изменил проект в сторону снижения эксплуатационных расходов на 15-20 % в сравнении с существовавшим на тот момент Boeing 747—400. Проектирование A3XX сошлось на полностью двухпалубной конструктивной концепции, что позволило бы обеспечить больший пассажирообъём, чем стандартный однопалубный вариант или «горбатый» вариант, подобный Boeing 747.
19 декабря 2000 года совет директоров недавно реорганизованного Airbus проголосовал за запуск программы A3XX (уже тогда было получено 55 заказов от шести заказчиков) и оценил стоимость программы в 8,8 млрд евро. A3XX наконец получил полноценное обозначение как A380 (обозначение A380 — это разрыв между предыдущими «Airbus» обозначавшимися в последовательности от A300 до A340; обозначение A380 было выбрано по причине того, что цифра 8 напоминает поперечное сечение этого двухпалубного самолёта, к тому же число 8 считается «счастливым» в некоторых азиатских странах-заказчиках). Окончательная конфигурация самолёта была утверждена в начале 2001 г., а производство первых компонентов крыла A380 стартовало 23 января 2002 года. Стоимость программы выросла до 11 млрд евро, когда был закончен первый самолёт.
В проектировании А380F приняли участие сотрудники Инженерного центра Airbus ECAR в Москве — первого конструкторского бюро, созданного концерном в Европе за пределами территорий своих стран-участниц, в июне 2003 года. Российские конструкторы выполняют значительный объём работ по проектированию частей фюзеляжа, расчётам на прочность, размещению бортового оборудования и сопровождению серийного производства самолётов. Центр также завершил ряд ответственных заданий по программе А380F.
По словам разработчиков, самой сложной задачей в процессе создания самолёта стала проблема снижения его массы. Её удалось решить за счёт широкого применения композитных материалов как в силовых элементах конструкции, так и во вспомогательных агрегатах, интерьерах и т. д. Для снижения массы самолёта также использовались прогрессивные технологии и улучшенные алюминиевые сплавы. Так, 11-тонный центроплан на 20 % своей массы состоит из углепластиков. Верхние и боковые панели фюзеляжа производятся из гибридного материала Glare (англ.). На нижних панелях фюзеляжа применена лазерная сварка стрингеров и обшивки, что существенно снизило количество крепежа.

### Грузовой вариант
Так как Airbus сделал работы над A380-800 более приоритетными, чем над A380-800F (грузовая версия), заказы на A380-800F либо были отменены (FedEx, UPS Airlines), либо поменялись на заказы A380-800 (Emirates Airline, ILFC).
В 2007 году Airbus приостановил работы над грузовой модификацией, но заявил, что грузовой A380 по-прежнему остаётся предполагаемым.

### Проведение испытаний

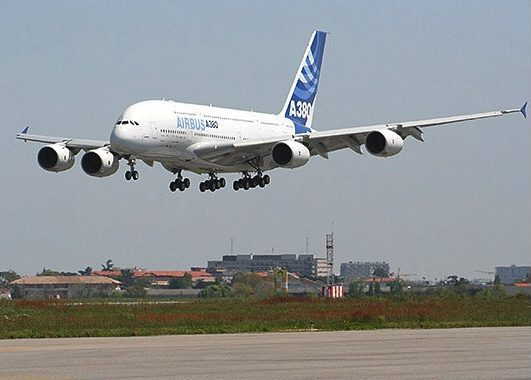
A380 (MSN001) совершает посадку после первого полёта.

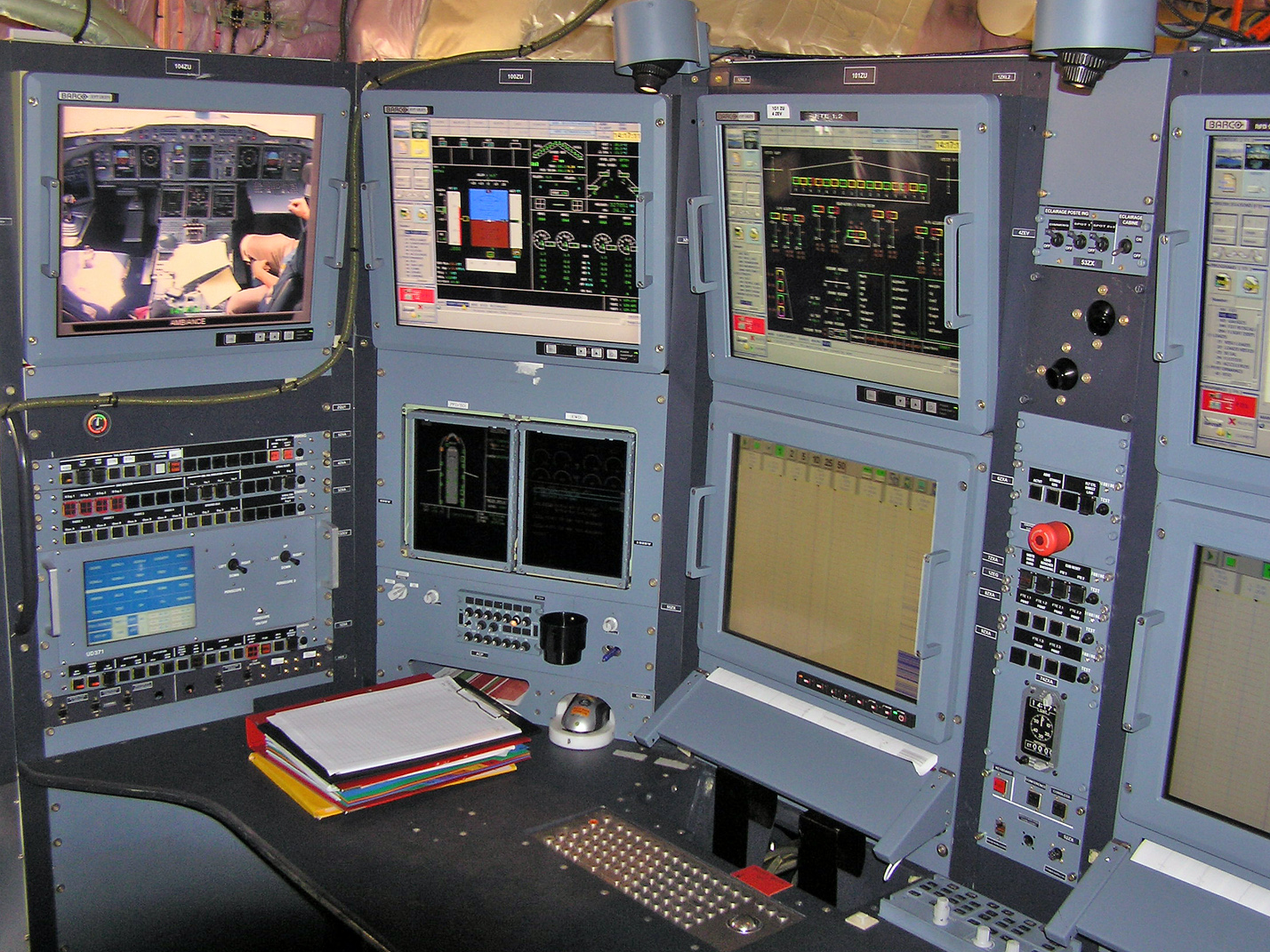
Место бортинженера во время испытаний А380.

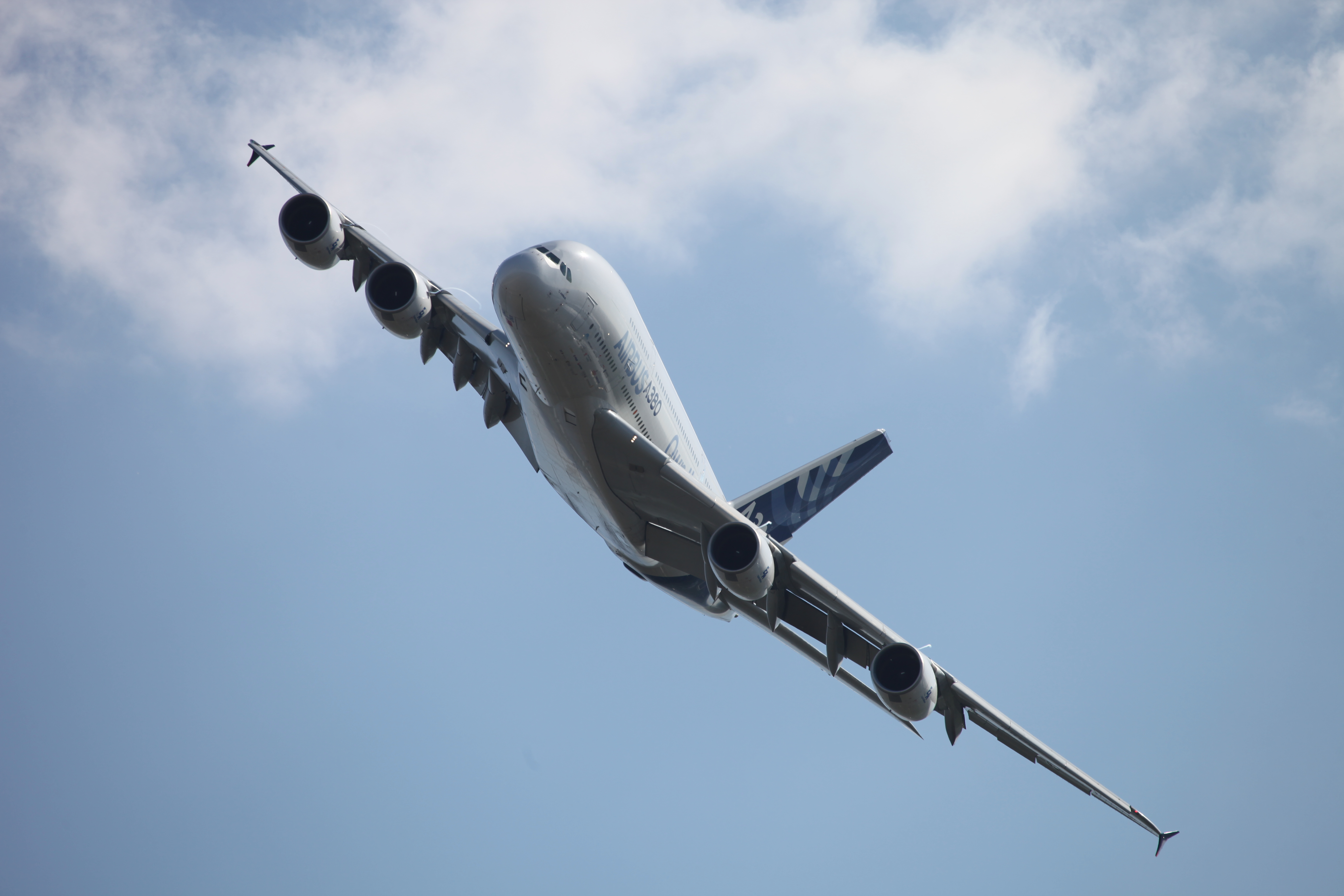
A380 на авиасалоне МАКС-2013.

Пять A380 были построены в целях демонстрации и тестирования. Первый А380, серийный номер MSN001 и регистрационный F-WWOW, был представлен на церемонии в Тулузе 18 января 2005 года.
Первый полёт самолёта, оборудованного двигателями Trent 900, начался в 8:29 по UTC (10:29 по местному времени) 27 апреля 2005 года в международном аэропорту Тулузы (первоначально планировалось совершить этот полёт в первом квартале 2005), с лётным экипажем из шести человек во главе с пилотом-испытателем Жаком Роси. Самолёт успешно приземлился через три часа и 54 минуты. 1 декабря 2005 года A380 достиг своей максимальной скорости в 0,96 Маха (против крейсерской скорости в 0,85 Маха) при пологом пикировании, тем самым начав серию испытательных полётов, направленных на исследование диапазона эксплуатационных режимов полёта.
10 января 2006 года A380 совершил свой первый трансатлантический перелёт, прилетев в Медельин (Колумбия), чтобы проверить самолёт на работу в высокогорном аэропорту, после чего перелетел в Икалуит, столицу Нунавута (Канада), для испытания в холодных погодных условиях.
В начале 2006 года в ходе статических испытаний, проходивших на авиазаводе в Тулузе, крыло одного из A380 (MSN5000) неожиданно дало трещину при достижении нагрузки 145 % от номинальной, в то время как, согласно нормам авиационной безопасности, оно должно выдерживать нагрузку в 150 % от номинальной. Руководство консорциума Airbus приняло решение внести изменения в конструкцию крыла А380 с целью повысить его прочность. Усиливающие элементы в совокупности увеличили массу планера самолёта на 30 кг, из которых 14 кг пришлось на крепёжные болты.
26 марта 2006 года A380 прошёл эвакуационную сертификацию в Гамбурге (Германия). При том, что в общей сложности из 16 выходов восемь было заблокировано, 853 пассажира и 20 членов экипажа эвакуировались за 78 секунд при требованиях по стандартам сертификации эвакуации 90 секунд. Три дня спустя Европейское агентство авиационной безопасности (EASA) и Федеральное управление гражданской авиации США (FAA) дали своё одобрение на возможность перевозки Airbus A380 до 853 пассажиров.
25 августа 2006 состоялся первый полёт A380 с двигателями GP 7200 (это был MSN 009).
4 сентября 2006 года состоялось первое лётное испытание A380 с пассажирами на борту из серии полётов, совершённых с целью проверить комфортабельность и качество пассажирских услуг. Самолёт вылетел из Тулузы с 474 сотрудниками Airbus на борту. В ноябре 2006 года состоялось немало испытательных полётов с целью проверки работоспособности самолёта в условиях стандартного эксплуатационного режима на авиалинии. 12 декабря модель A380-841 и модель A380-842 на объединённой церемонии во французской штаб-квартире компании получили сертификаты от EASA и FAA. Модель A380-861 получила сертификат 14 декабря 2007 года.
На февраль 2008 года пять A380 налетали в общей сложности 4565 часов и совершили 1364 полёта, включая проверку на работу на авиалинии и демонстрационные полёты.

## Конструкция

A380 в поперечном сечении, показано размещение сидений экономкласса.

Сравнение четырёх самых больших самолётов мира: H-4, A380-800, B747-8i и Ан-225.

Аэродинамическая схема: четырёхдвигательный турбовентиляторный низкоплан со стреловидным крылом и однокилевым оперением.
Размер крыла A380 рассчитан на максимальную взлётную массу свыше 650 тонн, с прицелом на будущие версии, хотя крыло и потребуется несколько укрепить. Усиленное крыло планировалось использовать в грузовой модификации A380-800F. В результате такого общего конструкторского подхода несколько снижается топливная эффективность пассажирской модификации A380-800, но, по оценкам Airbus, размер самолёта вкупе с новыми технологиями приведут к тому, что стоимость эксплуатации в расчёте на одного пассажира будет ниже, чем у любой из существующих модификаций Boeing-747. A380 также имеет концевые крылышки (винглеты), аналогичные тем, что можно увидеть у A310 и A320, для уменьшения турбулентного следа, улучшения экономичности и лётных характеристик.

### Кабина пилотов

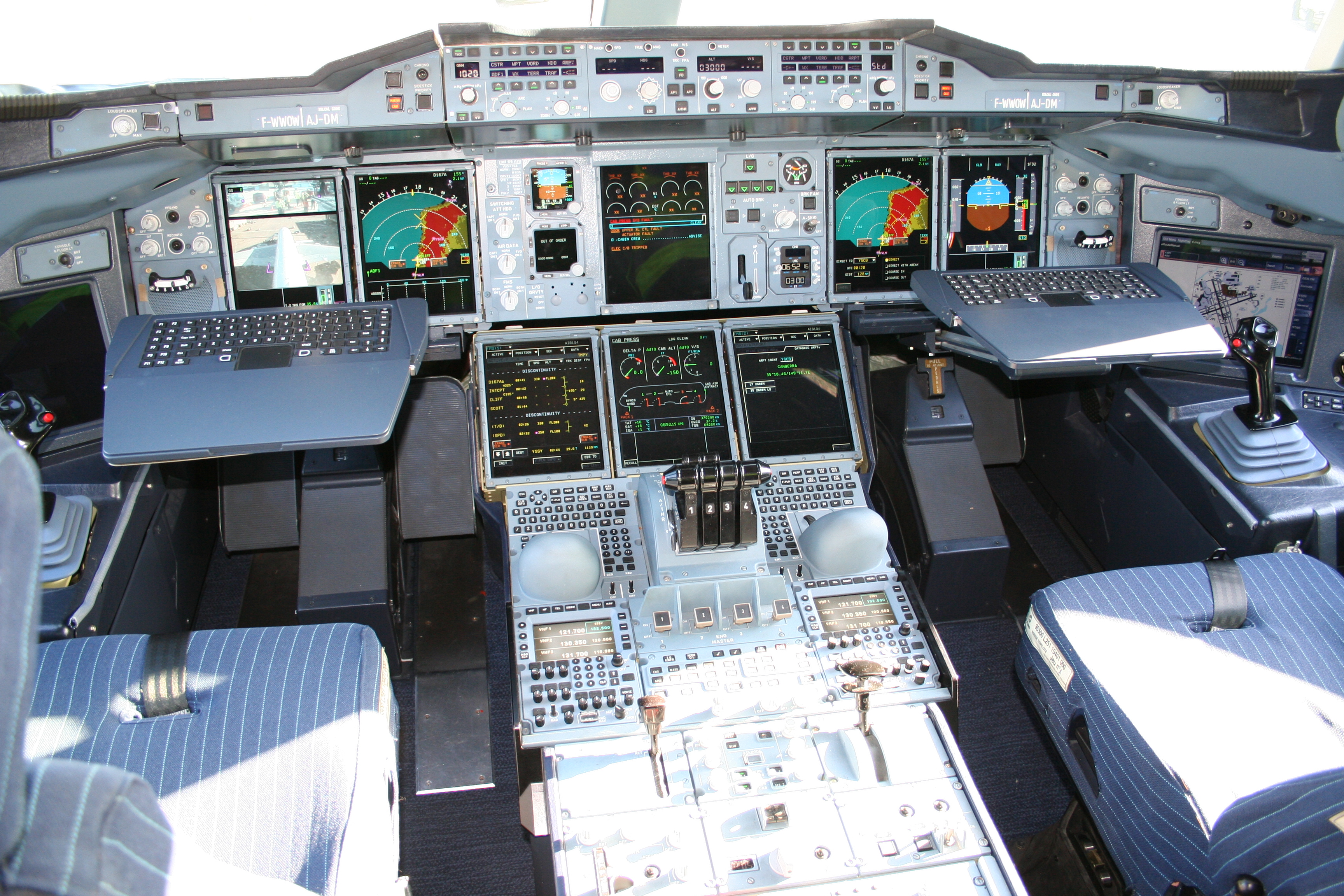
Кабина пилотов A380.

В A380 улучшенная стеклянная кабина и дистанционное управление рулями с помощью электроприводов, связанных с боковой ручкой управления. Устройства отображения информации в кабине экипажа: 9 взаимозаменяемых жидкокристаллических мониторов 20×15 см. Из 9 мониторов 2 — индикаторы навигационных данных, 2 — основные индикаторы полётных данных, 2 индикатора работы двигателей, один отображает данные о текущем состоянии всей системы в целом и 2 многофункциональных. Подобное расположение кабины, процедуры и пилотажные характеристики Airbus использует и в других своих самолётах, чтобы уменьшить затраты на обучение экипажа.

### Двигатели

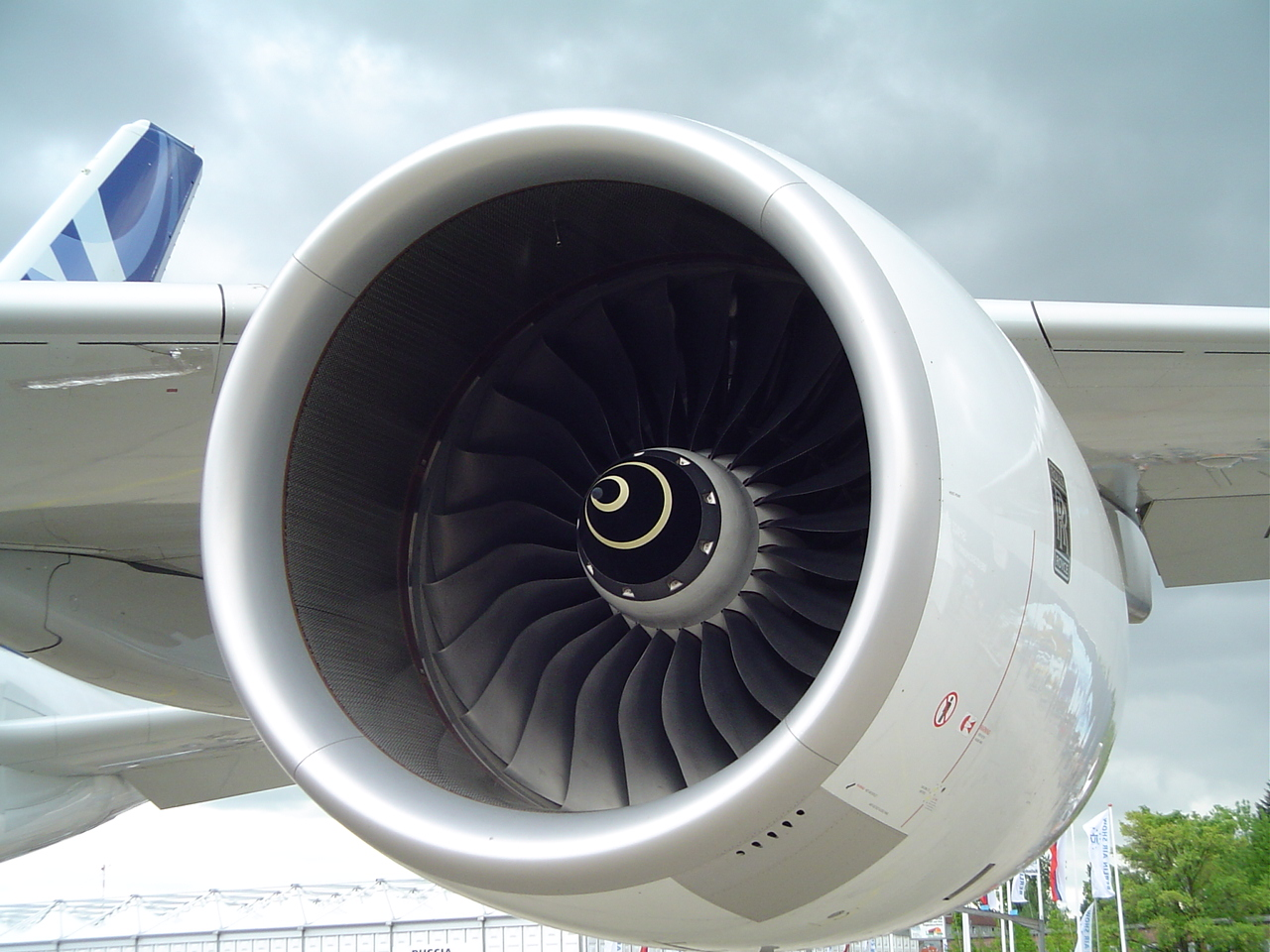
Двигатель Rolls-Royce Trent 900 под крылом Airbus A380.

A380 может быть оборудован двумя типами двигателей: A380-841, A380-842 и A380-843F — двигателем Rolls-Royce Trent 900, а A380-861, A380-862, A380-863F, A380-864F — двигателем Engine Alliance GP7000. Trent 900 является наследником Trent 800, GP7000 ведёт своё начало от GE90 и PW4000. В основе своей Trent 900 является «смасштабированной» версией Trent 500, но он также использует технологии от «мертворождённого» Trent 8104. Только два из четырёх двигателей снабжены реверсами тяги.
Снижение уровня шума являлось важным требованием при проектировании A380, которое частично отразилось и на конструкции двигателей. Оба типа двигателей позволяют самолёту удовлетворять ограничениям по шумности QC/2 при убытии и QC/0.5 при прибытии, установленными лондонским аэропортом Хитроу, который стал одним из ключевых пунктов назначения A380.

### Топливо
A380 может летать на смеси авиационного керосина с GTL из природного газа (GTL не содержит соединений серы, чем выгодно отличается от обычного керосина). Трёхчасовой испытательный полёт 1 февраля 2008 года между предприятием компании Airbus в Филтон Бристоль в Великобритании и основным заводом Airbus в Тулузе (Франция), был успешным. Один из четырёх двигателей A380 использовал смесь из 60 % авиационного керосина и 40 % GTL-топлива, поставляемого «Шелл». Самолёт не требует модификации для использования GTL-топлива, которое предназначено для смешивания с обычным реактивным топливом.

### Улучшенные материалы
В конструкции Airbus А380 широко используются композитные материалы — металлы и пластмассы, армированные стекловолокном, углеродным и кварцевым волокном. Также используются свариваемые алюминиевые сплавы, что, в сочетании со сваркой лазерным лучом, позволило избавиться от заклёпок.

### Условия для пассажиров

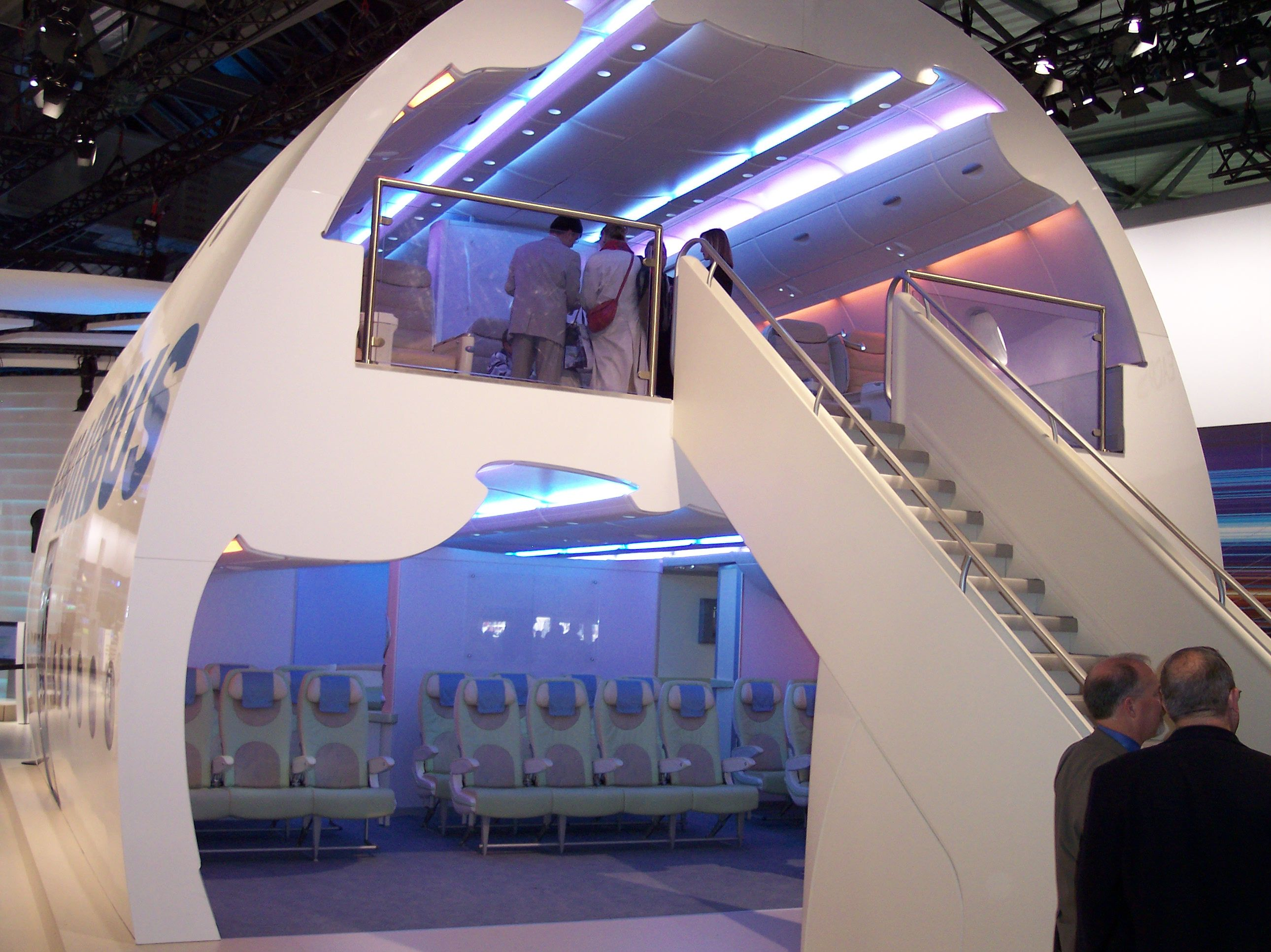
Фюзеляж А380 в разрезе

Уровень шума в салоне A380 на 50 % меньше, чем у Boeing 747, также внутри самолёта поддерживается более высокое давление воздуха (равное давлению на высоте 1514 м против 2700 у Boeing 747). Оба этих фактора предположительно будут способствовать уменьшению утомляемости пассажиров при путешествии. Верхняя и нижняя палубы соединены двумя лестницами, в носовой и хвостовой частях самолёта, достаточно широкими, чтобы на них поместились два пассажира плечом к плечу. В конфигурации с 555 пассажирами A380 имеет на 33 % больше пассажирских мест, чем Boeing 747-400 в стандартной конфигурации с тремя классами, но салон имеет на 50 % больше пространства и объёма, в результате чего на одного пассажира приходится больше места. Максимальная сертификационная вместимость самолёта (определяется количеством и пропускной способностью запасных выходов и аварийных трапов) — 853 пассажира. Заказанные авиакомпаниями компоновки имеют число пассажирских мест от 407 (Korean Air) до 526 (Lufthansa). Объявленный ранее заказ на A380 на 840 пассажиров для авиакомпании Air Austral был отменён.
Самолёт имеет значительные возможности по индивидуализации (что отчасти стало причиной медленного роста темпов производства). На борту могут быть предусмотрены душ (опция используется авиакомпаниями Etihad Airways и Emirates Airline), барная стойка, комната отдыха, магазин duty free. Наличие в самолёте спутникового канала для обмена информацией позволяет организовать телефонную связь для пассажиров, подключение к Интернету через сеть Wi-Fi и т. д.

### Интеграция в инфраструктуру

#### Наземная эксплуатация
Ранее критики утверждали, что из-за своего веса A380 может повредить рулёжные дорожки аэропорта. Однако давление, которое оказывают колёса лайнера на поверхность, меньше, чем у Boeing 747 или Boeing 777, поскольку у A380 22 колеса, что на 4 больше, чем у 747-го, и на восемь больше, чем у 777-го. Airbus измеряла нагрузку на дорожное покрытие с помощью специальной 580-тонной повозки с грузом, построенной для имитации шасси A380. Повозку прокатывали по участку дорожного покрытия, где были размещены датчики давления.
Исходя из размаха крыла A380, Федеральная администрация по авиации США изначально классифицировала его как самолёт группы VI, для которой требуется взлётно-посадочная полоса шириной 60 м и рулёжные дорожки шириной 30 м, против 45 и 23 м у группы V, к которой относится Boeing 747. Airbus изначально заявлял, что A380 сможет безопасно функционировать на взлётно-посадочных полосах и рулёжных дорожках группы V, не требуя их расширения.
В июле 2007 года ФАА и Европейское агентство безопасности авиации (EASA) согласились разрешить A380 использовать взлётно-посадочные полосы шириной 45 м без ограничений.
Московский аэропорт «Домодедово» стал первым аэропортом в России, который смог принимать на свои взлётно-посадочные полосы самолёт Airbus A380. Такое распоряжение было издано Федеральным агентством воздушного транспорта. Новосибирский аэропорт «Толмачёво» стал вторым.

#### Взлёт и посадка
В 2005 году в ИКАО были разработаны предварительные критерии для соблюдения интервалов между взлётами и посадками, которые оказались существенно большими, чем для Boeing 747, так как лётные испытания показали, что А380 оставляет гораздо более сильный турбулентный след. Эти критерии действовали, пока ИКАО, JAA, Евроконтроль, FAA и Airbus не изучили этот вопрос в ходе дополнительных лётных испытаний. В сентябре 2006 года рабочая группа представила свои выводы ИКАО.
В ноябре того же года ИКАО выпустила новые рекомендации. Вместо 10 морских миль (19 км) для всех типов самолётов новыми интервалами должны быть для самолётов по классификации ИКАО:
- «лёгкий» — 6 морских миль (11 км);
- «средний» — 8 морских миль (15 км);
- «тяжёлый» — 10 морских миль (19 км).

## Производство

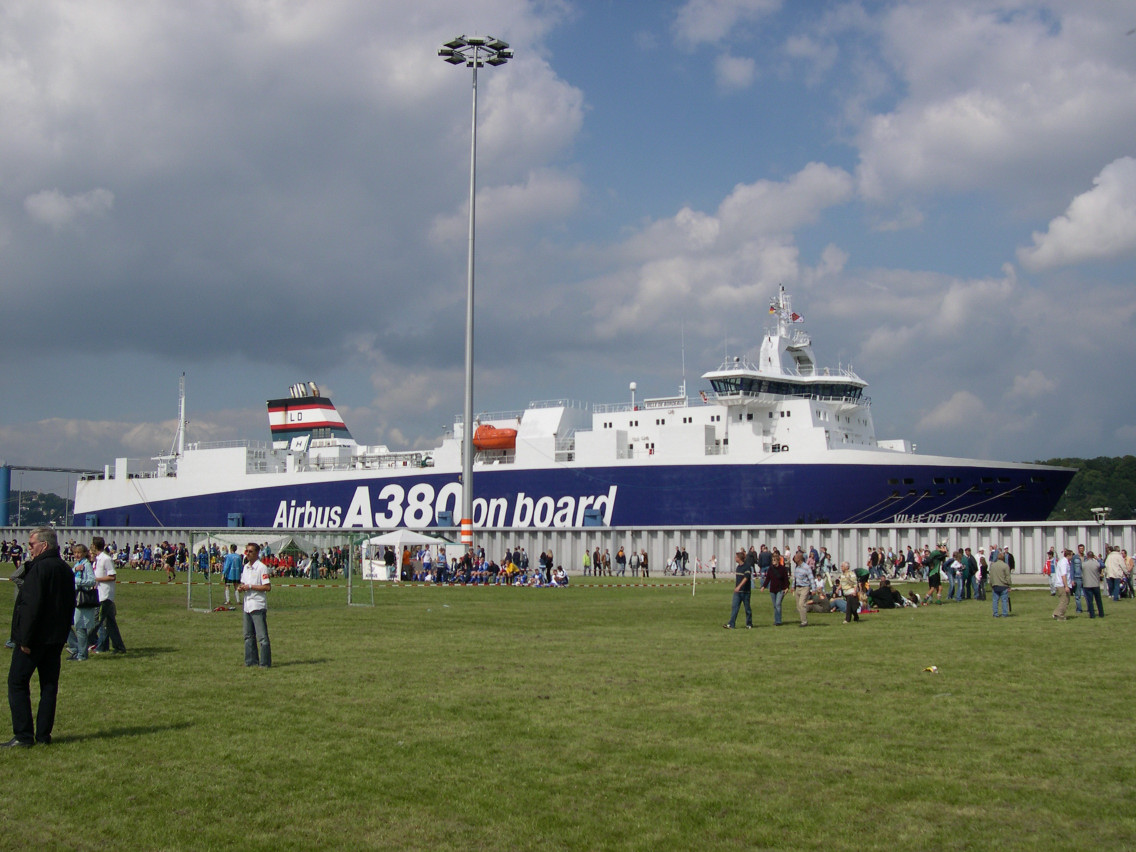
Судно «Ville de Bordeaux», транспортёр секций A380

Основные секции авиалайнера строились на предприятиях во Франции, Великобритании, Германии и Испании. Из-за их размеров в Тулузу они транспортировались не самолётом A300-600 Beluga (используемым для транспортировки деталей для других самолётов Airbus), а наземным и водным транспортом, хотя некоторые части[какие?] перевозились самолётом Ан-124.
Носовые и хвостовые секции фюзеляжа грузились горизонтальным способом в Гамбурге на судно «Ville de Bordeaux», принадлежащее Airbus, и оттуда отправлялись в Великобританию. Консоли крыла производились в Филтоне (пригород Бристоля) и в Бротоне в Северном Уэльсе, откуда баржей доставлялись в Мостин, где грузились на «Ville de Bordeaux» вкупе с уже имеющимся на борту секциями. Затем за ещё некоторыми секциями судно заходило в Сен-Назер в Западной Франции, после чего разгружалось в Бордо. Затем судно принимало на борт нижнюю часть фюзеляжа и секции хвоста в Кадисе и доставляло их в Бордо. Оттуда части A380 транспортировались на барже в Лангон (в Жиронде) и далее по земле до сборочного цеха в Тулузе (для доставки частей A380 были расширены некоторые дороги, построены новые каналы[какие?] и баржи). После всего этого самолёты отправлялись в Гамбург, где они оборудовались и красились. Для каждого A380 требовалось 3600 литров краски, чтобы покрыть 3100 м² обшивки.
Компоненты для A380 производились британской Rolls-Royce, французской SAFRAN, американскими United Technologies, General Electric и Goodrich.

### Проблемы с производством и поставками
На начальном этапе производство A380 было осложнено тем, что в каждом самолёте требовалось проложить 530 километров электропроводки. Airbus, в частности, ссылался на сложность прокладки проводки в кабине пилотов (100 000 проводов и 40 300 соединений), на то, что этот отдельный, параллельный проект должен удовлетворять требованиям каждой авиакомпании, на контроль за изменениями в конструкции и контроль за изменениями технической документации.
Также немецкие и испанские заводы Airbus продолжали использование САПР CATIA версии 4, тогда как британские и французские перешли на CATIA версии 5. Это вызвало некоторые проблемы в области контроля за изменениями в конструкции, так как прокладка алюминиевых электропроводов требовала соблюдения специальных правил, включая использование нестандартных единиц измерения и радиусов изгиба: проблемы были связаны с тем, что версии ПО (CATIA) работали под разными платформами.
О первой задержке Airbus объявил в июне 2005 года и уведомил авиакомпании о том, что поставки задержатся на 6 месяцев. Это сократило количество плановых поставок к концу 2009 года со 120 до 90—100.
13 июня 2006 года Airbus объявил о второй задержке в графике поставки на ещё шесть-семь месяцев. Хотя первая поставка была запланирована на конец 2006 года, поставки в 2007 году сократились всего на 7 самолётов, а к концу 2009 до 70—80. Такое объявление вызвало 26 % падение акций EADS, «родителя» Airbus, и привело к уходу с поста генерального директора EADS Ноэля Форгрида, генерального директора Airbus Густава Хумберта и руководителя программы A380 Чарльза Чемпьона. 3 октября новый генеральный директор Airbus после завершения обзора программы объявил о третьей задержке, отодвинув первую поставку на октябрь 2007 года.
В 2008 году поставлено 12 самолётов, в 2009 поставлено заказчикам 14 самолётов, в 2010 — 27, а с 2011 планировалось установить ежегодную производственную норму в 45 самолётов. Задержка также увеличила нехватку дохода, предполагавшуюся Airbus до 2010 года до 4,8 миллиардов €.

### Прекращение производства
14 февраля 2019 года концерн Airbus объявил о возможном прекращении производства самолётов A380 с 2021 года из-за низкого спроса. Среди причин называется сдвиг рынка авиаперевозок от полётов «точка-авиаузел-точка» к схеме «точка-точка». Авиалайнер был спроектирован в качестве «рабочей лошадки» для массовых перевозок, однако не использовался в одноклассной компоновке и позиционировался авиакомпаниями в качестве роскошного авиалайнера. Последний 251-й по счёту серийный самолёт модели A380 был поставлен в декабре 2021 года в авиакомпанию Emirates, где ему был присвоен регистрационный номер A6-EVQ, компоновка салона F14C76W56Y338 суммарно на 484 пассажира.

## Модификации

### A380-800
Базовая модель. A380-841 и 842 версии с двигателем Trent 900. A380-861 и А380-862 версии с двигателем GP72XX. Длина 73 метра.

### A380-800F
Первоначально Airbus принимал заказы на грузовую модификацию; A380F имел бы возможность перевозить груз до 150 тонн на расстояние до 10 370 км (и он уступал бы по грузоподъёмности только Ан-225 «Мрия»).
Однако производство было отложено до стабилизации продаж пассажирской версии, и грузовой вариант так и не был выпущен.

### A380-900
A380-900, ранее известный как Airbus A3XX-200, остался на стадии проекта. Превышал длину базовой модели чуть более чем на 7 м (что, в случае реализации проекта, сделало бы A380 и самым длинным самолётом в мире) — 80 м. Максимальный взлётный вес планировался 590 тонн, более мощные двигатели увеличили бы расстояние полёта до 14 200 км. Максимальная пассажировместимость 963 человека в одном классе и 656 в трёх классах. Модификацией были заинтересованы Emirates Airline, Air France, Lufthansa и другие авиакомпании. Airbus заявлял, что они начнут строить самолёт после налаживания выпуска A380-800.

### A380-1000
A380-1000, проект предложенный в 2010 году, предусматривал длину самолёта 87 метров, размах крыла 84 метра и вместимость 1073 пассажира с одним экономклассом и 757 в трёх классах. Начало эксплуатации планировалось на 2020—2025 гг. Он был бы самым длинным самолётом и вторым по величине в мире (первым являлся Ан-225 «Мрия»), но реализован не был.

### A380plus
A380 Plus, улучшенная версия Airbus A380, которая могла бы вмещать 933 пассажира (на 80 человек больше чем у предшествующей версии). Также планировалось снизить расход топлива и удешевить материалы производства. Проводились испытания, но проект реализован не был.

## Заказы и поставки
| Страна           | Авиакомпания            | Заказ | Построено | Эксплуатируется | Дата первого полёта первого самолёта авиакомпании | Дата первого полёта последнего приобретённого самолёта авиакомпании | Двигатели         |
| ---------------- | ----------------------- | ----- | --------- | --------------- | ------------------------------------------------- | ------------------------------------------------------------------- | ----------------- |
| Великобритания   | Global airlines         | 2     | 2         | 1               | 2024-02-20                                        | 2025-2026                                                           | Trent 900         |
| Франция          | Air France              | 10    | 10        | 0               | 2009-11-20                                        | 2010-08-27                                                          | GP72XX            |
| Япония           | All Nippon Airways      | 3     | 3         | 3               | не известно                                       | не известно                                                         | TBA               |
| Ирландия         | Amedeo                  | 20    | 0         | 0               | не было                                           | не было                                                             | TBA               |
| Республика Корея | Asiana Airlines         | 6     | 6         | 6               | 2014-06-13                                        | 2014-06-13                                                          | Trent 900         |
| Великобритания   | British Airways         | 12    | 12        | 12              | 2013-07-04                                        | 2013-07-04                                                          | Trent 900         |
| Китай            | China Southern Airlines | 5     | 5         | 0               | 2011-10-17                                        | 2011-10-17                                                          | Trent 900         |
| ОАЭ              | Emirates Airlines       | 123   | 123       | 119             | 2008-08-01                                        | 2017-11-3 (In Hamburg)                                              | GP72XX, Trent 900 |
| ОАЭ              | Etihad Airways          | 10    | 10        | 10              | 2014-12-27                                        | 2017-01-04 (A6-APJ)                                                 | GP72XX            |
| Республика Корея | Korean Air              | 10    | 10        | 10              | 2011-06-17                                        | 2011-06-17                                                          | GP72XX            |
| Германия         | Lufthansa               | 14    | 14        | 8               | 2010-06-06                                        | 2010-12-09                                                          | Trent 900         |
| Малайзия         | Malaysia Airlines       | 6     | 6         | 0               | 2012-07-01                                        | 2012-07-01                                                          | Trent 900         |
| Австралия        | Qantas Airways          | 12    | 12        | 12              | 2008-10-20                                        | 2010-09-09                                                          | Trent 900         |
| Катар            | Qatar Airways           | 10    | 10        | 10              | 2014-10-10                                        | 2014-11-14                                                          | GP72XX            |
| Сингапур         | Singapore Airlines      | 24    | 24        | 12              | 2007-10-25                                        | 2010-11-08                                                          | Trent 900         |
| Таиланд          | Thai Airways            | 6     | 6         | 0               | 2012-10-06                                        | 2012-10-06                                                          | Trent 900         |
| Россия           | Трансаэро               | 4     | 0         | 0               | не было                                           | не было                                                             | GP72XX            |
| Всего            |                         | 286   | 251       | 190             |                                                   |                                                                     |                   |

Девятнадцать клиентов разместили заказы на A380, включая лизинговую компанию Amedeo. По состоянию на 3 февраля 2009 года было заказано 200 самолётов. Изначально было сделано 27 заказов на грузовую модификацию A380-800F, которые затем либо были отменены (20), либо заменены на пассажирскую версию A380-800 (7) из-за задержек производства и последующей приостановки программы грузовой версии.
|  |

Заказы и поставки по годам:
|          |           | 2001 | 2002 | 2003 | 2004 | 2005 | 2006 | 2007 | 2008 | 2009 | 2010 | 2011 | 2012 | 2013 | 2014 | 2015 | 2016 | 2017 | 2018 | 2019 | 2020 | 2021 | Всего |
| -------- | --------- | ---- | ---- | ---- | ---- | ---- | ---- | ---- | ---- | ---- | ---- | ---- | ---- | ---- | ---- | ---- | ---- | ---- | ---- | ---- | ---- | ---- | ----- |
| Заказы   | A380-800  | 78   | 0    | 34   | 10   | 10   | 24   | 33   | 9    | 4    | 32   | 19   | 9    | 42   | 13   | 2    | 0    | -2   | 4    | -70  | 0    | 0    | 251   |
| Заказы   | A380-800F | 7    | 10   | 0    | 0    | 10   | −17  | −10  | 0    | 0    | 0    | 0    | 0    | 0    | 0    | 0    | 0    | 0    | 0    | 0    | 0    | 0    | 0     |
| Поставки | A380-800  | 0    | 0    | 0    | 0    | 0    | 0    | 1    | 12   | 10   | 18   | 26   | 30   | 25   | 30   | 27   | 28   | 15   | 12   | 8    | 4    | 5    | 251   |

### Специальные заказы
Известны случаи изготовления А380 по спецзаказу частных лиц. Первым заказал себе личный Airbus A380 Super Jumbo саудовский мульти-миллиардер принц Аль-Валид ибн Талал Аль Сауд. Цена заказа — 488 млн $.

## Эксплуатация
Первый проданный самолёт (MSN003, регистрационный номер: 9V-SKA) был сдан заказчику 15 октября 2007 после длительной фазы приёмо-сдаточных испытаний и поступил на службу 25 октября 2007 года, совершив коммерческий рейс между Сингапуром и Сиднеем (номер рейса: SQ380). 2 месяца спустя президент компании Singapore Airlines Чю Чонг Сенг заявил, что A380 работает лучше, чем ожидалось, и потребляет на пассажира на 20 % меньше топлива, чем имеющиеся у компании Boeing 747—400. Второй A380 для Singapore Airlines (MSN005) был передан Airbus 11 января 2008 года и был зарегистрирован как 9V-SKB. До 18 марта 2008 года Singapore Airlines управляла своими двумя самолётами в 471-местной конфигурации при полётах между Сингапуром и Сиднеем. После поступления третьего самолёта было решено расширить количество аэромаршрутов маршрутом Сингапур-Лондон. 18 марта 2008 года A380 Singapore Airlines успешно сел в аэропорту Хитроу (Лондон), совершив тем самым первый коммерческий вылет самолёта в Европу. Четвёртый A380 Singapore Airlines, поступивший в распоряжение компании с 26 апреля (9V-SKD), летает по маршруту Сингапур-Токио с 20 мая. Перспективными маршрутами Singapore Airlines назвала следующие: Сингапур — Сан-Франциско, прямые рейсы в Париж и Франкфурт-на-Майне, маршрут Гонконг, Мельбурн — Сингапур.
25 января 2008 года A380 (MSN014) Qantas Airways (вторая авиакомпания, заказавшая A380) совершил свой первый полёт. Qantas заявил, что первоначально будет использовать A380 в 450-местной конфигурации, на своём маршруте Мельбурн — Лос-Анджелес. Последующие маршруты могут включать Сидней — Лос-Анджелес, и Мельбурн — Лондон, Сидней — Лондон.
Первый самолёт с двигателем GP7270 от Engine Alliance (заказан Emirates Airline) совершил свой первый полёт 4 сентября 2007 года. В распоряжение Emirates Airline он должен поступить в сентябре 2008 года и совершить свой первый полёт в Нью-Йорк 1 октября 2008 года, 1 декабря в Лондон и в Окленд через Сидней 1 февраля 2009 года. Air France сообщила, что намерена в будущем для своих A380 открыть следующие маршруты: Париж — Монреаль, Нью-Йорк.
В 2008 году ожидался первый самолёт с новой электросистемой (которая заменяет старую, ставшую одной из причин массовых задержек программы). Этот самолёт совершил первый полёт в последних числах марта 2008 года.

### Хронология

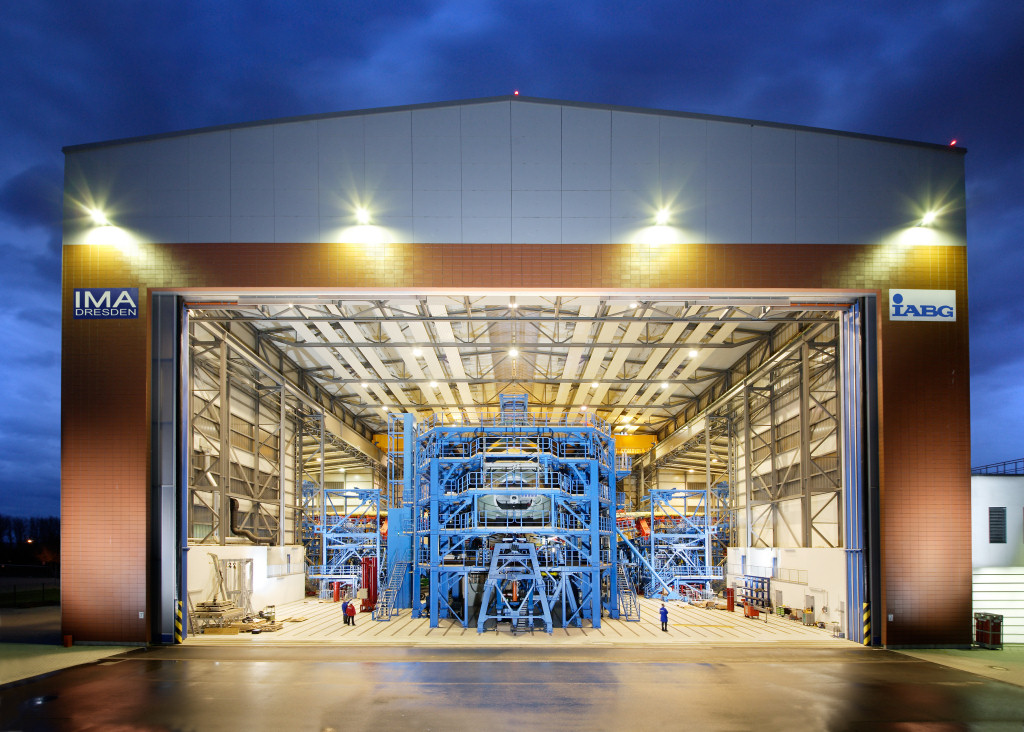
Прототип А380 в ангаре. Дрезден, апрель 2005 года

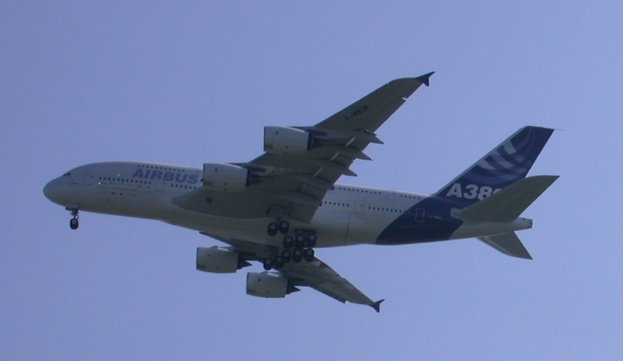
Первый полёт Airbus А380. 27 апреля 2005 года

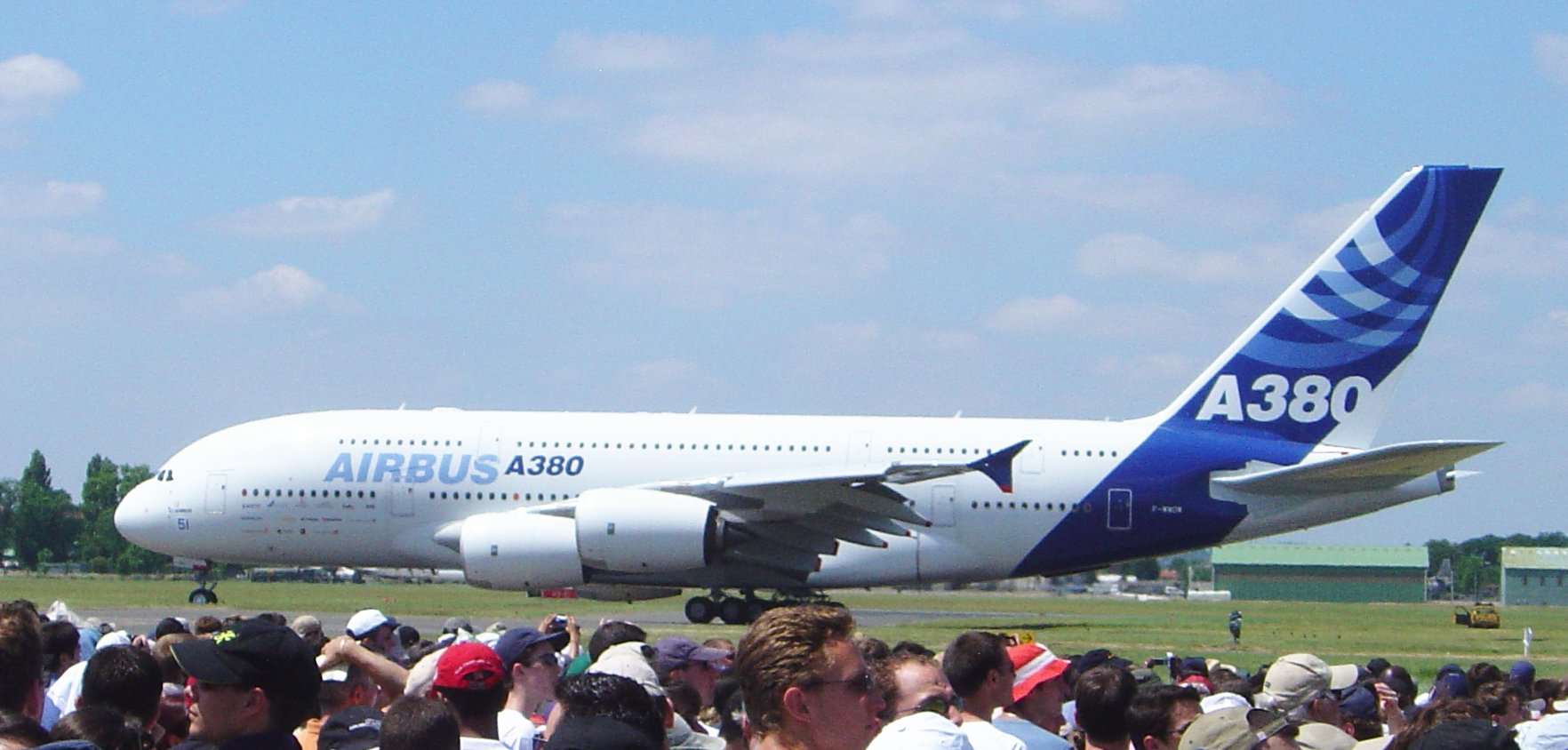
A380 на авиасалоне в Ле Бурже (2005)

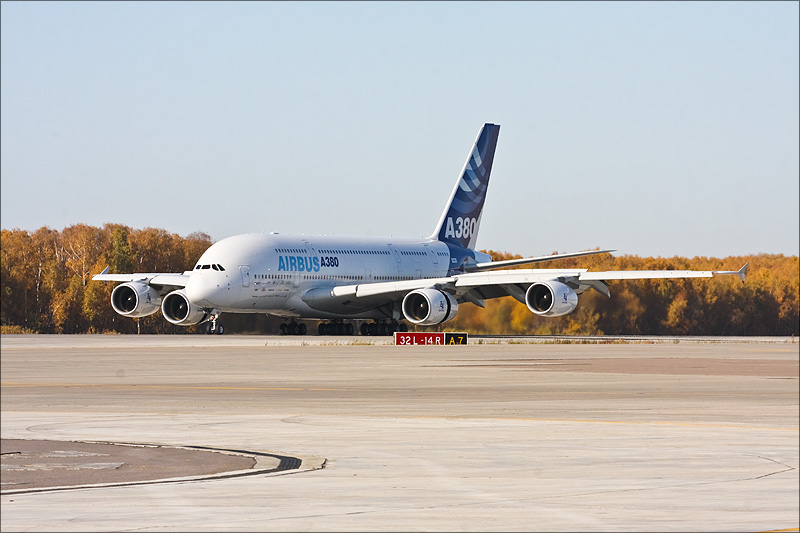
A380 в аэропорту Домодедово, 17 октября 2009 года

- 19 марта 2007 — первый трансатлантический перелёт с пассажирами на борту, самолёт немецкой авиакомпании Lufthansa приземлился в международном аэропорту им. Джона Кеннеди. Авиалайнеру вылетевшему из Франкфурта-на-Майне, потребовалось на перелёт примерно 8 часов. В Нью-Йорк прилетели 519 пассажиров и 23 члена экипажа; пассажирами дебютного перелёта стали сотрудники Airbus, создавшей этот колоссальный пассажирский лайнер, и сотрудники Lufthansa, а также журналисты. Через пятнадцать минут в международном аэропорту Лос-Анджелеса приземлился другой А-380. Лайнер коснулся посадочной полосы в 09:28 по местному времени (19:28 мск). Он вылетел из французского города Тулузы, где расположена штаб-квартира Airbus[52].
- 15 октября 2007 было объявлено о первой поставке этого авиалайнера компании Singapore Airlines. Самолёт выполнен в трёхклассной компоновке и вмещает 471 пассажира[53][54].
- 25 октября 2007 — А380 компании Singapore Airlines совершил первый коммерческий рейс. Самолёт вылетел из Сингапура в 08.16 (04.16 по московскому времени) и, проведя в небе 7,5 часов, благополучно приземлился в Сиднее. Первым рейсом отправились 455 пассажиров, также на борту находились около 30 членов экипажа, включая четырёх пилотов. В честь этого исторического события всем пассажирам раздали памятные сертификаты и бесплатно подавали шампанское в течение всего полёта Минимальная цена билета на первый рейс лайнера составляла 550 долларов. За максимальную сумму — 100 380 долларов — выкупил два места класса «люкс» британец Джулиан Хейвард, которому предоставили право первым из пассажиров подняться на борт[55].
- 11 января 2008 года второй лайнер А380 был передан авиакомпании Singapore Airlines. Как и первый A380, самолёт имеет 471 пассажирское место в трёх классах комфортности[56].
- 18 марта 2008 года A380 совершил первый коммерческий рейс в Европу. Самолёт компании Singapore Airlines вылетел из сингапурского аэропорта Чанги и, проведя в воздухе около 13 часов, успешно приземлился в лондонском Хитроу. Самолёт был оснащён двигателями Trent 900 производства Rolls-Royce[57].
- 28 июля 2008 года состоялась передача первого лайнера A380 авиакомпании Emirates Airline. Самолёт имеет 489 пассажирских мест (14 первого класса, 76 бизнес-класса и 399 экономкласса). Церемония, на которой присутствовало свыше пятисот гостей, прошла в немецком городе Гамбург[58].
- 16 октября 2009 года в 11:56 по пути из Тулузы в Сеул А380 совершил первую посадку на территории России — в московском аэропорту Домодедово — единственном в тот момент в стране, готовом принимать подобные самолёты.
- 20 ноября 2009 года — первый коммерческий перелёт через Атлантику (с 538 пассажирами на борту). Парижский аэропорт Руасси — Нью-Йорк.
- Декабрь 2010 года — пять авиакомпаний эксплуатируют 41 экз. Airbus А380.
- Декабрь 2010 года — построено 56 экз. Airbus А380.
- в 2005—2011 гг. 59 лётных экземпляров для авиакомпаний Airbus, Prince Al-Walid, Singapore Airlines, Emirates Airline, Qantas Airways, China Southern, Air France, Korean Air, Lufthansa сделали свой первый полёт.
- январь 2011 — построено пятьдесят девять Airbus А380.
- январь 2011 — пять авиакомпаний эксплуатируют сорок три Airbus А380.
- 30 апреля 2011 — новосибирский аэропорт Толмачёво стал вторым аэропортом в России, получившим сертификат на приём Airbus А-380 в качестве запасного для рейсов европейцев в Азию. Планов совершать полёты на А-380 в Новосибирск нет[59][60][61].
- 17 июня 2011 — шесть авиакомпаний эксплуатируют пятьдесят Airbus А380.
- 1 августа 2012 — Шереметьево допущен к приёму А380.
- 31 октября 2012 — девять авиакомпаний эксплуатируют 89 ед. Airbus A380.
- 1 декабря 2012 — самолёты A380 начали выполнять регулярные рейсы в Россию. Это рейсы EK-131/EK-132 авиакомпании Emirates Airline по маршруту Дубай — Москва — Дубай.
- март 2013 года — сотый A380 передан авиакомпании Malaysia Airlines. Сто первый А380 передан авиакомпании Thai Airways.
- декабрь 2014 года — Airbus Group заявила о возможной приостановке производства А380 в 2018 году ввиду незначительного спроса и ошибок в оценке рынка двухпалубных самолётов.[62].
- 18 июня 2017 года — Airbus представил более экономичную версию A380. Новый самолёт, названный A380plus, оснащён усовершенствованным крылом, что улучшает его аэродинамику и уменьшает потребление топлива. Тем самым A380plus вмещает на 80 пассажиров больше (всего 933[63] человека) или может пролететь на 300 морских миль (500 км) больше. Усовершенствования снизили потребление топлива на 4 %, в целом же с учётом увеличения числа мест себестоимость места в A380plus снижается на 13 % в сравнении с A380.

### Текущие эксплуатанты
По состоянию на июль 2025 года, А380 эксплуатируются в парке 11 авиакомпаний.
1. Emirates использует 119[64] авиалайнеров А380 на маршрутах из Дубая в Лондон (Хитроу, Гатвик), Манчестер, Глазго, Бирмингем, Дюссельдорф, Амстердам, Копенгаген, Рим, Мюнхен, Париж (им. Шарля де Голля), Ницца (аэропорт Ницца Лазурный Берег), Прагу, Сидней, Мельбурн, Брисбен, Окленд, Крайстчерч (через Сидней), Сеул, Джидду, Амман, Гонконг, Сингапур, Куала-Лумпур, Бангкок, Торонто, Нью-Йорк (им. Джона Ф. Кеннеди), Лос-Анджелес, Стамбул, Цюрих, Барселону, Мадрид, Москву (Домодедово), Милан, Вашингтон, Осаку, Токио, Тайбэй, Перт, Мумбаи, Бенгалор, Йоханнесбург, Каир, Сан-Паулу, Касабланку, Франкфурт, Вену, Сан-Франциско, Хьюстон, а также на острова Маврикий (Порт-Луи), и Бали (Денпасар).
2. Singapore Airlines использует 12 лайнеров А380 для полётов из Сингапура в Сидней, Лондон (Хитроу), Париж (аэропорт имени Шарля де Голля), Токио (Нарита) — Лос-Анджелес, Цюрих, Мельбурн, Гонконг, Франкфурт-на-Майне — Нью-Йорк.
3. Qantas Airways использует 12 авиалайнеров А380 на маршрутах из Сиднея: Лос-Анджелес, Гонконг, Дубай — Лондон (Хитроу); из Мельбурна: Дубай — Лондон (Хитроу), Лос-Анджелес.
4. Lufthansa использовала 14 авиалайнеров А380 на маршрутах из Франкфурта-на-Майне в Токио (Нарита), Пекин, Йоханнесбург, Нью-Йорк (им. Джона Ф. Кеннеди), Сан-Франциско, Майами, Сингапур, Хьюстон, Шанхай. Компания анонсировала решение прекратить эксплуатацию A380 8 марта 2020 года из-за пандемии COVID-19[65]. 27 июня 2022 года Lufthansa объявила, что оставшийся парк из восьми самолётов A380 будет повторно возвращен в эксплуатацию на летний сезон 2023 года[66].
5. Korean Air использует 10 авиалайнеров A380 на маршрутах из Сеула в Токио, Гонконг, Бангкок, Нью-Йорк, Париж, Лос-Анджелес, Франкфурт-на-Майне, Атланту. Планируется вывести из эксплуатации в 2026 году.
6. British Airways использует 12 авиалайнеров А380 на рейсах в Гонконг, Лос-Анджелес, Йоханнесбург, Вашингтон, Сингапур (с октября 2014)[67].
7. Qatar Airways использует 10 авиалайнеров А380 на рейсах в Лондон и Париж (с сентября 2014), в Бангкок. Будут выведены из эксплуатации в 2028 году.
8. Etihad Airways использует 10 авиалайнеров А380 на рейсах в Лондон (с 2014 года), в Сидней и Нью-Йорк (с 2015 года). С мая 2021 по июнь 2023 года все самолёты были на хранении, в дальнейшем постепенно все вернулись в эксплуатацию.
9. Asiana Airlines использует 6 авиалайнеров А380 на регулярных авиарейсах с 2014. Планируется вывести из эксплуатации в 2026 году.
10. All Nippon Airways использует 3 машины с 2019 года.
11. 🇬🇧 Global airlines использует 1 авиалайнер с 2024 года, 2 авиалайнер будет передан с hi fly Malta.

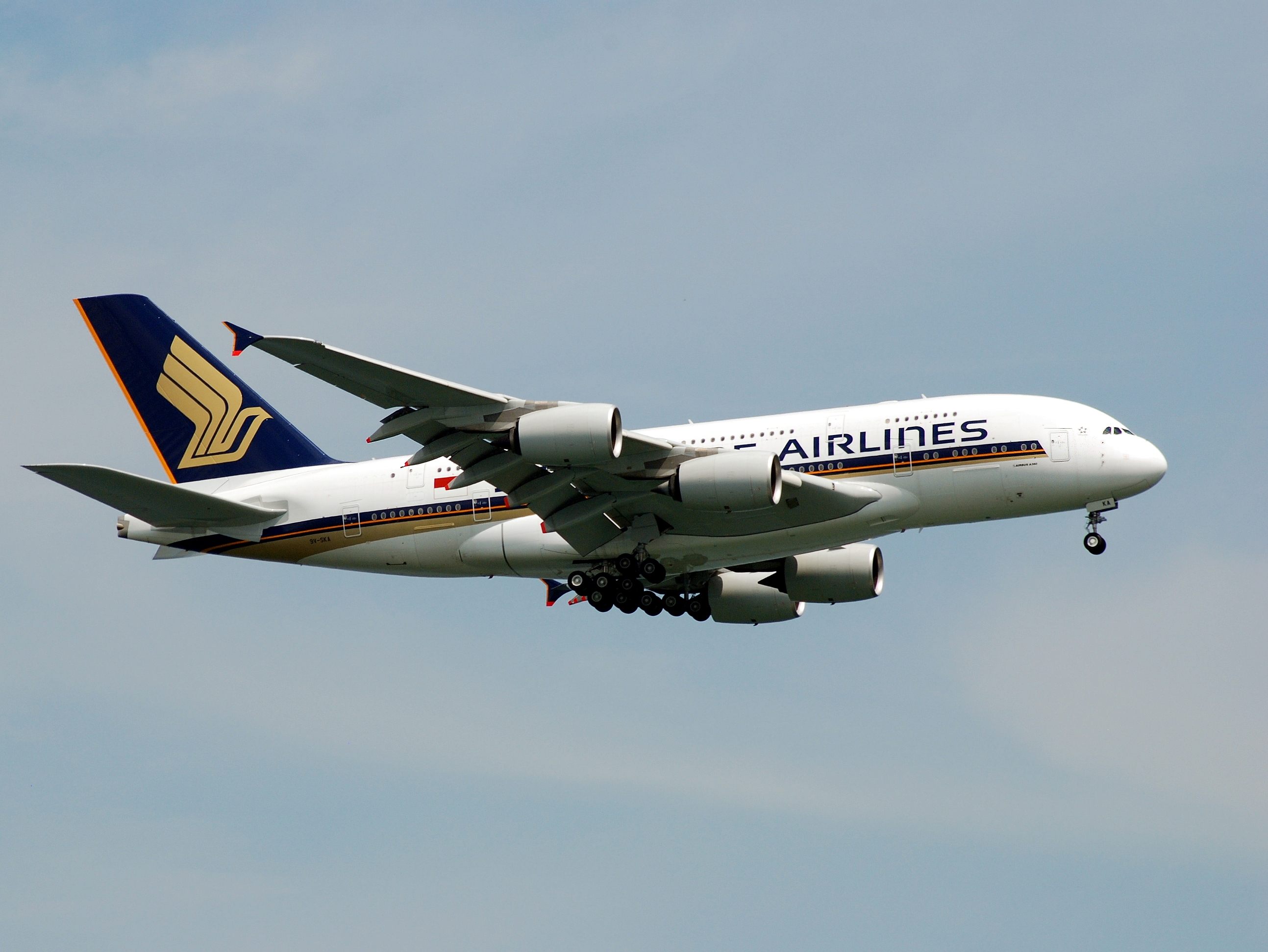
A380-800 Singapore Airlines
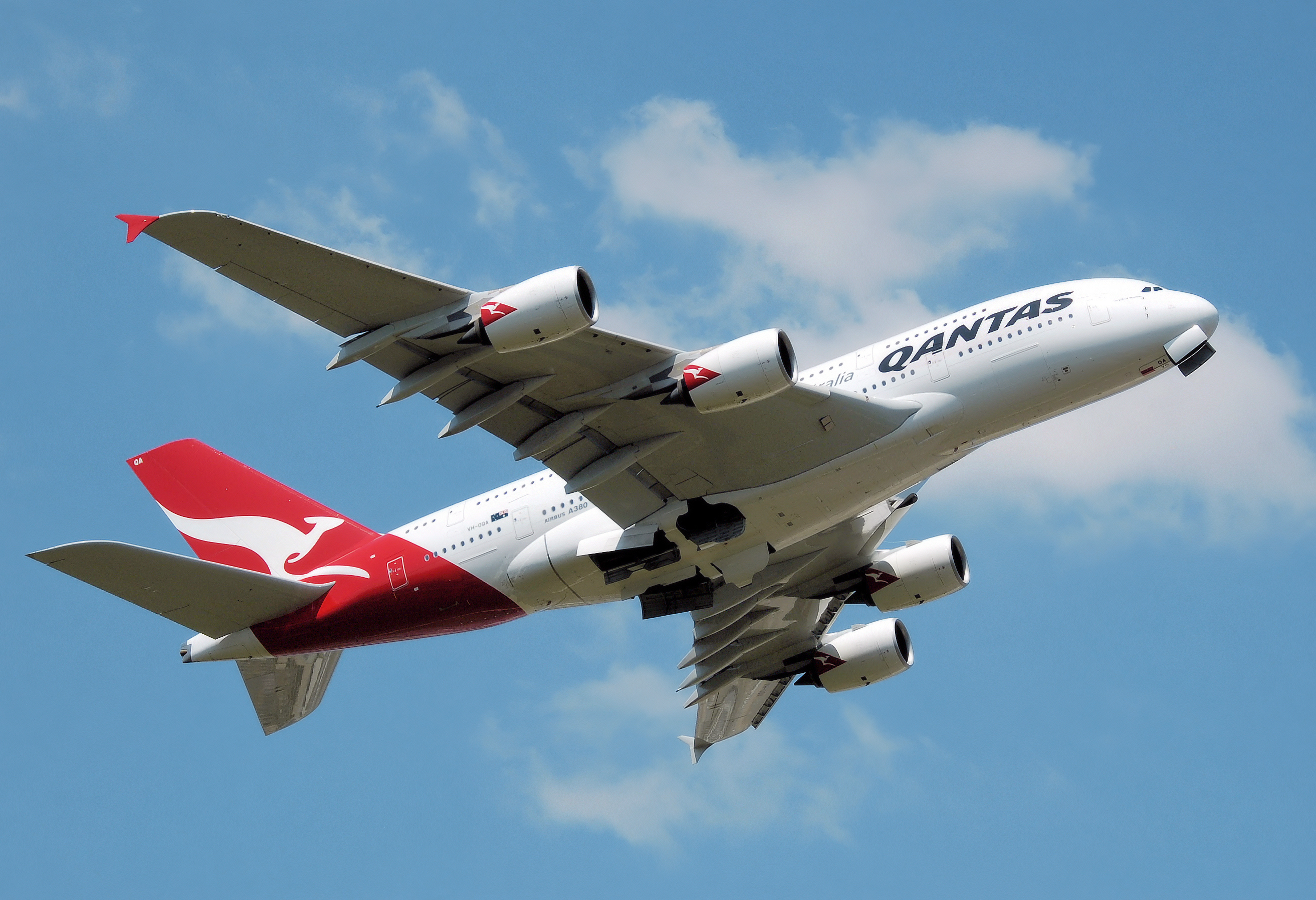
A380-800 Qantas
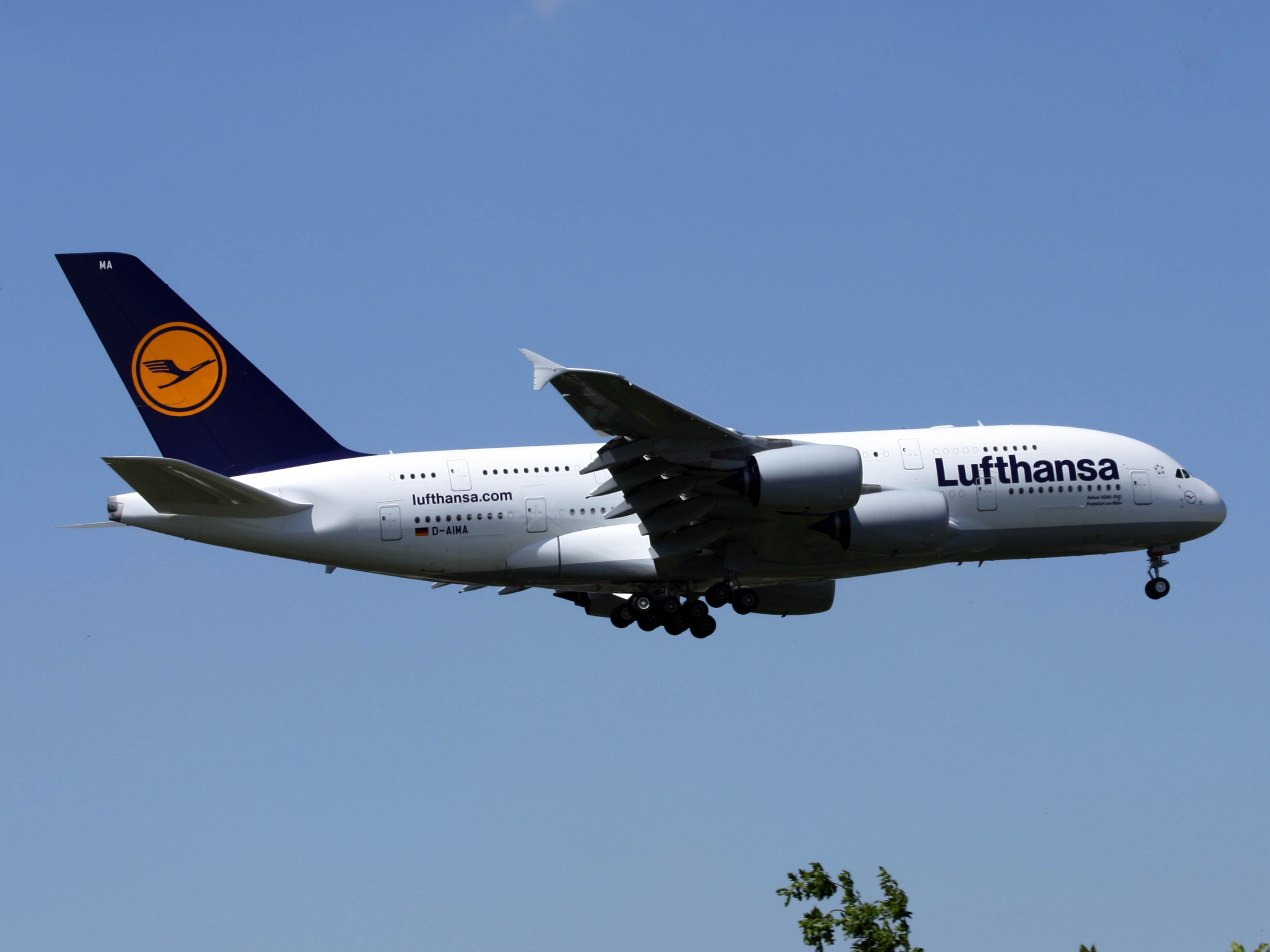
A380-800 Lufthansa
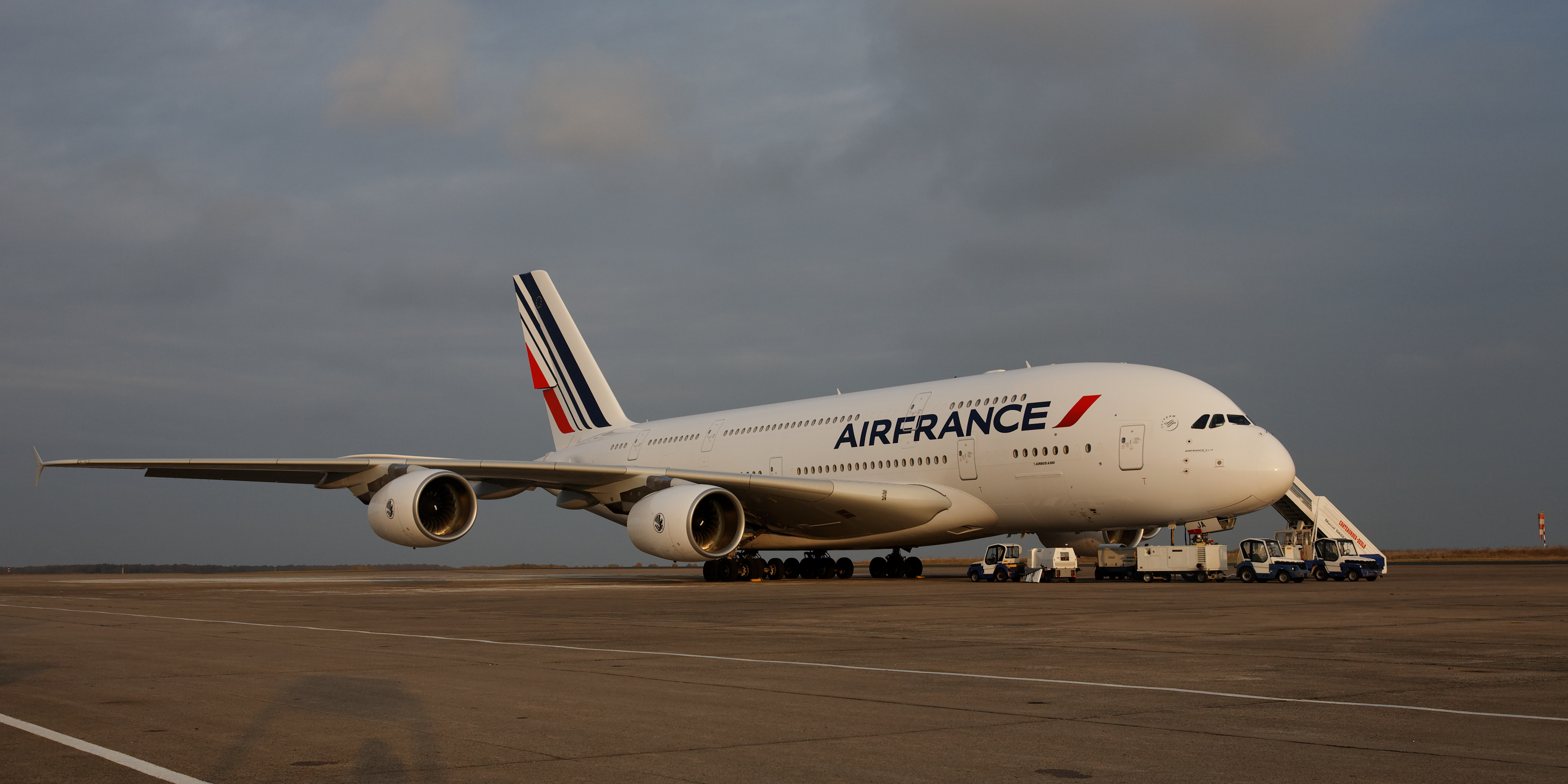
A380-800 Air France
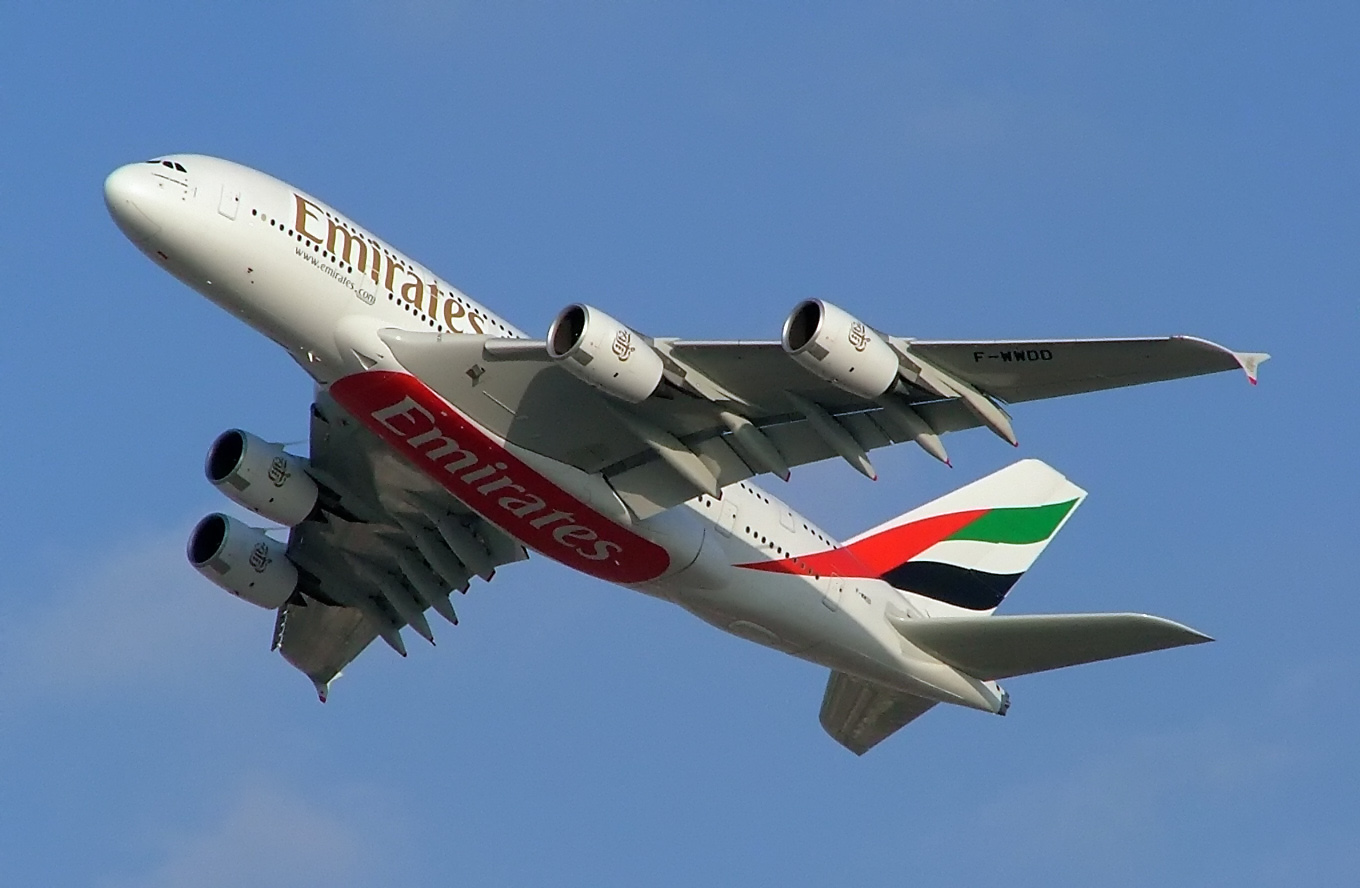
A380-800 Emirates
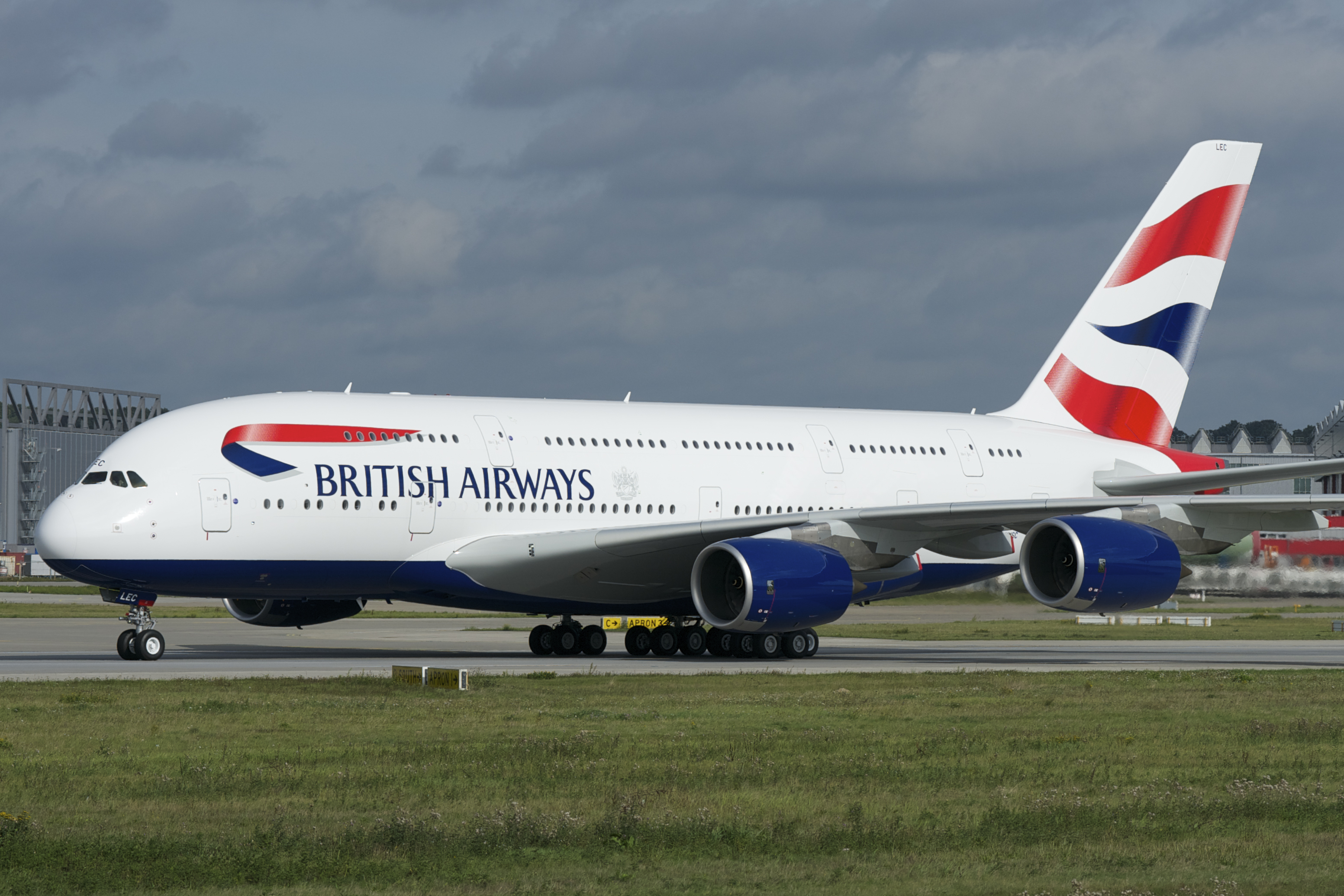
A380-800 British Airways
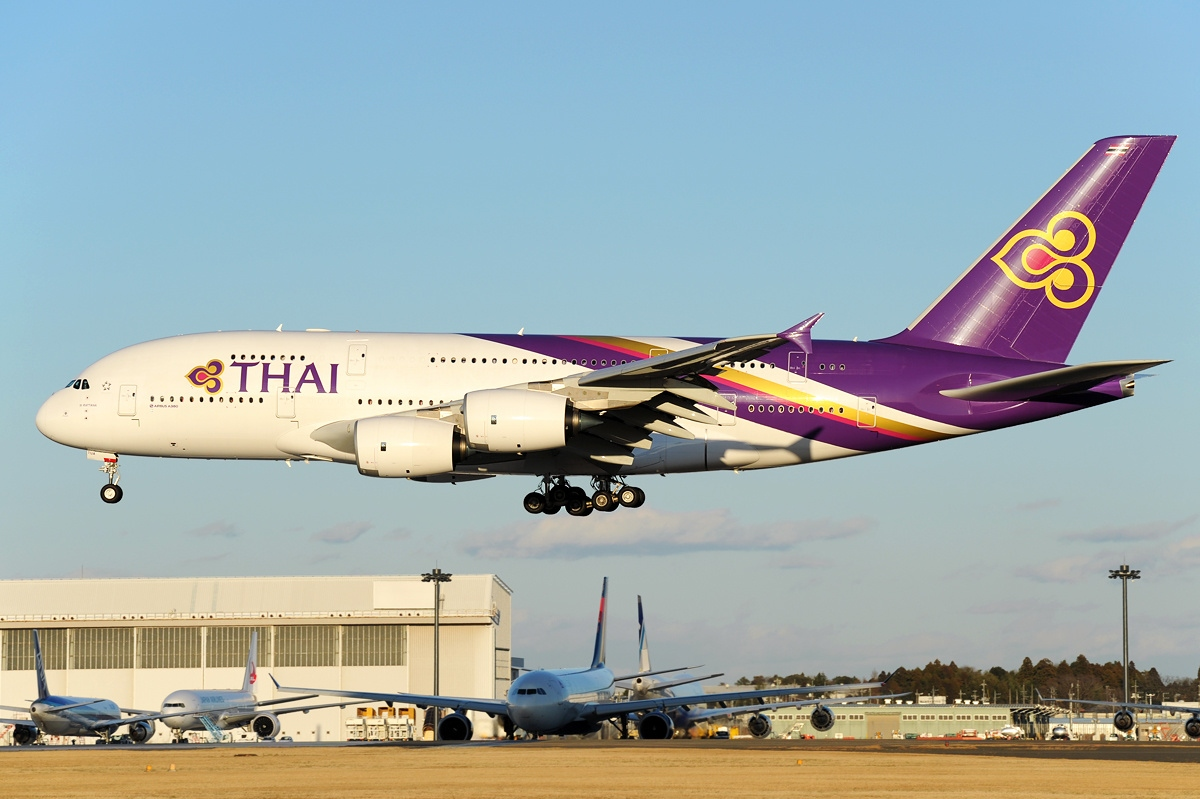
A380-800 Thai Airways International
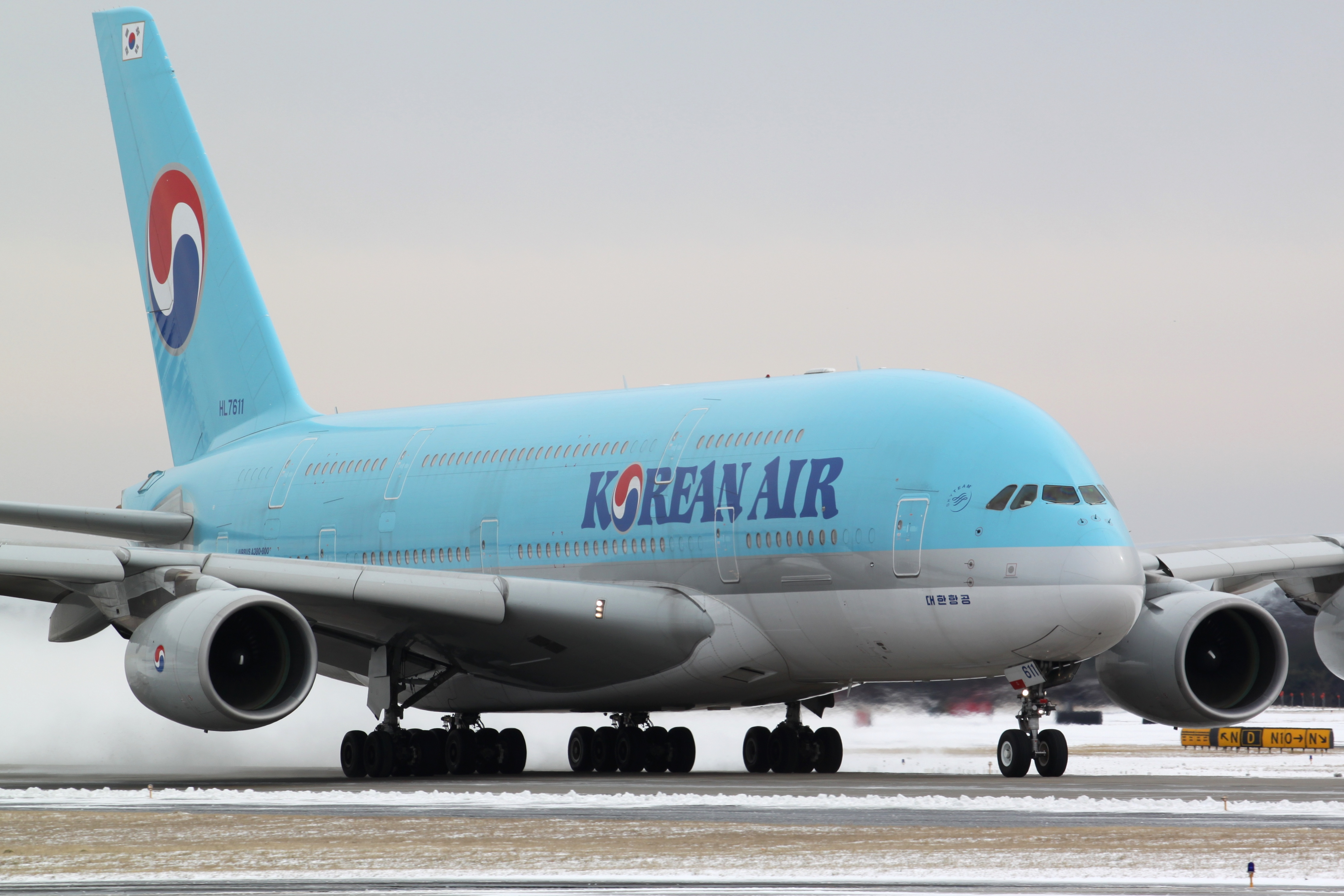
A380-800 Korean Air
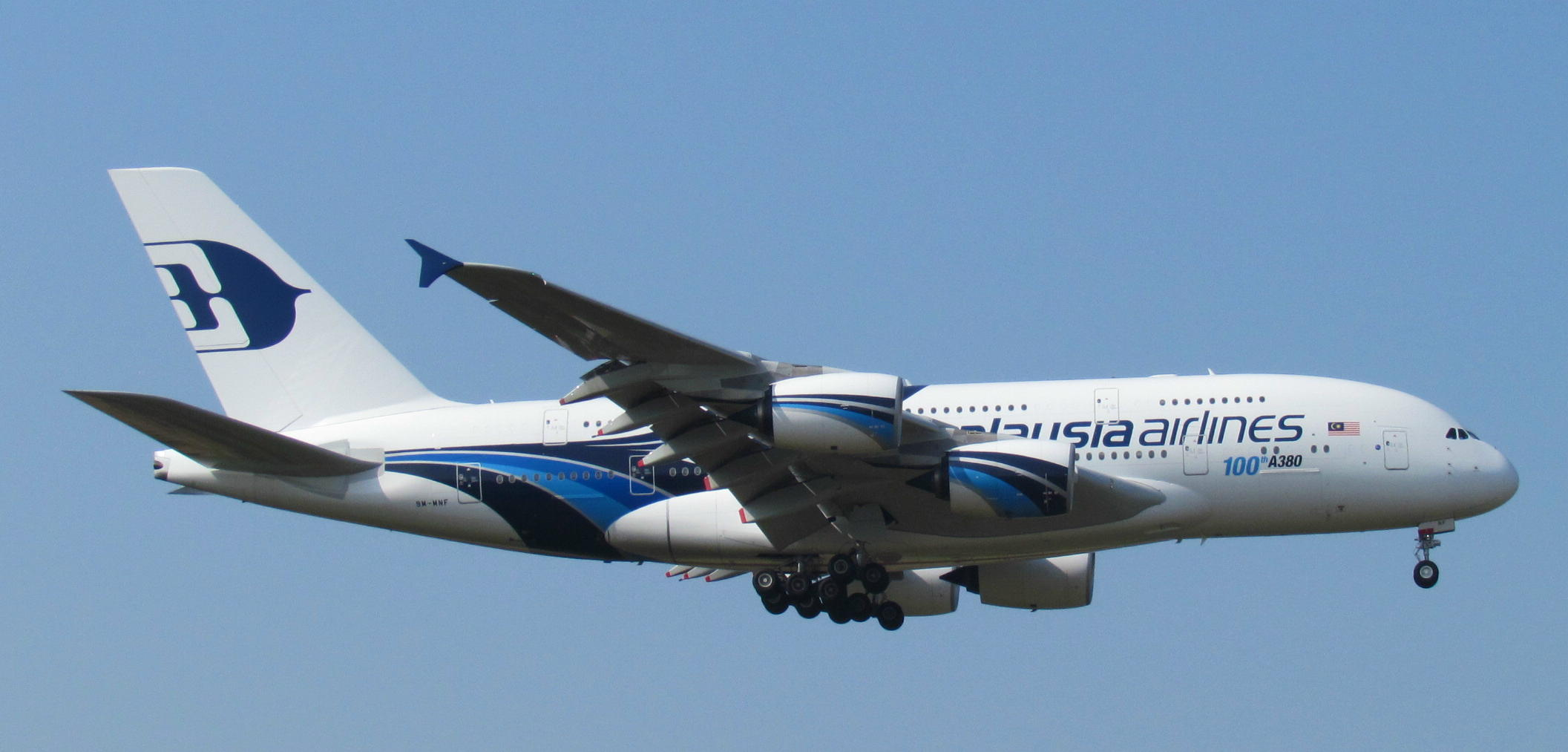
A380-800 Malaysia Airlines
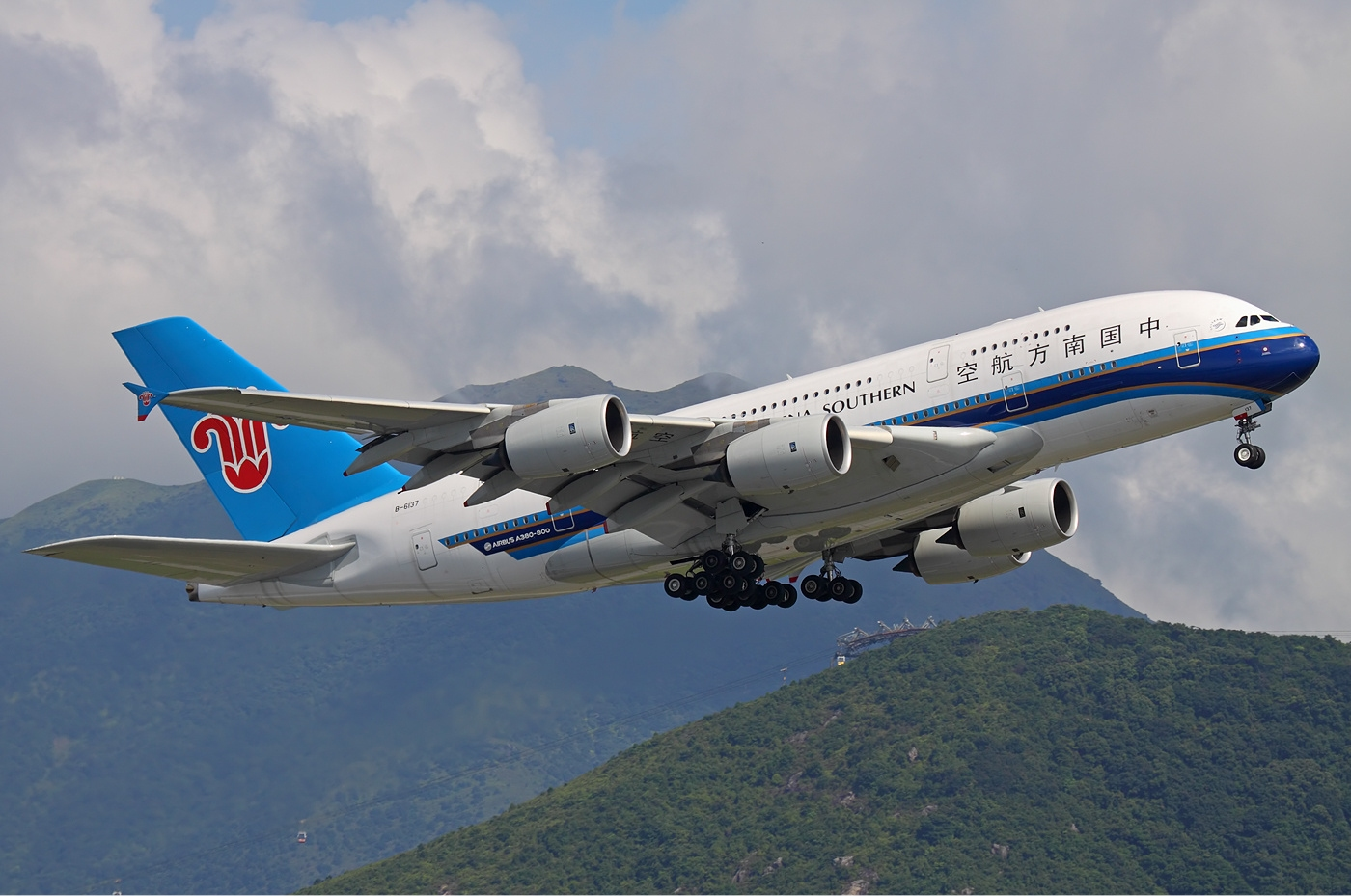
A380-800 China Southern Airlines
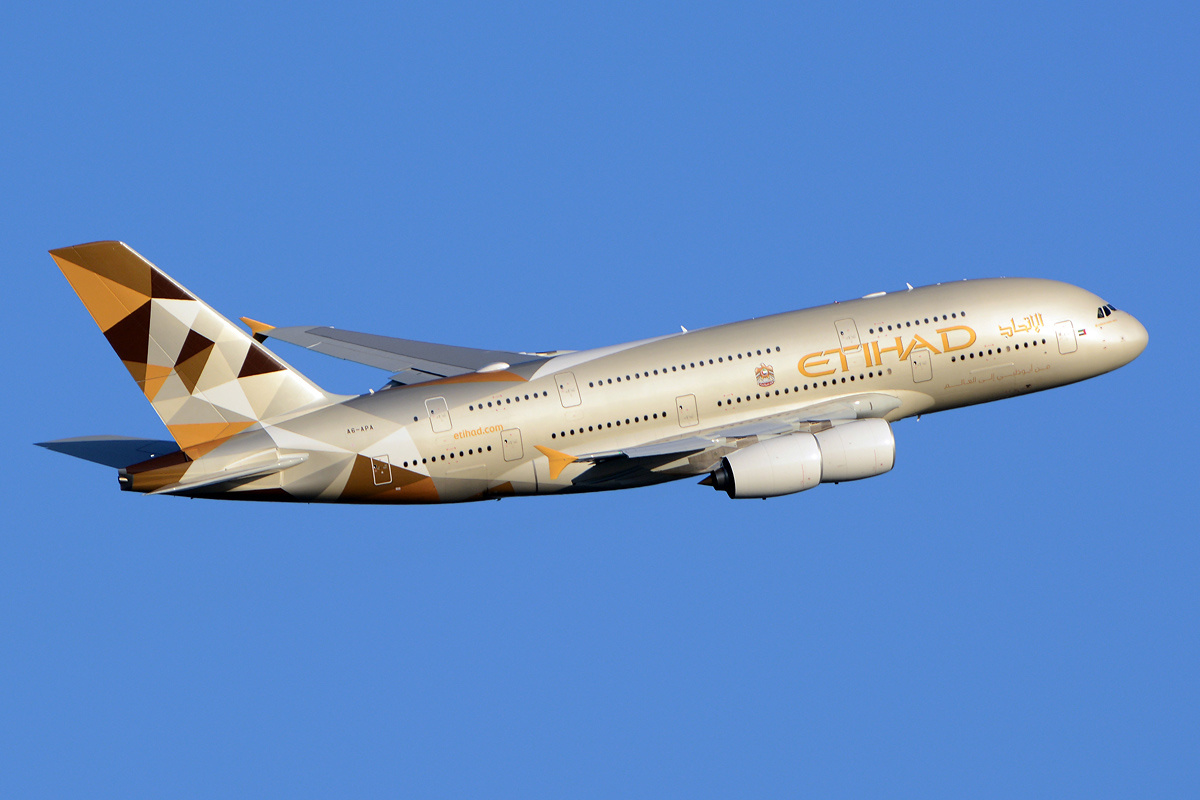
A380-800 Etihad Airways
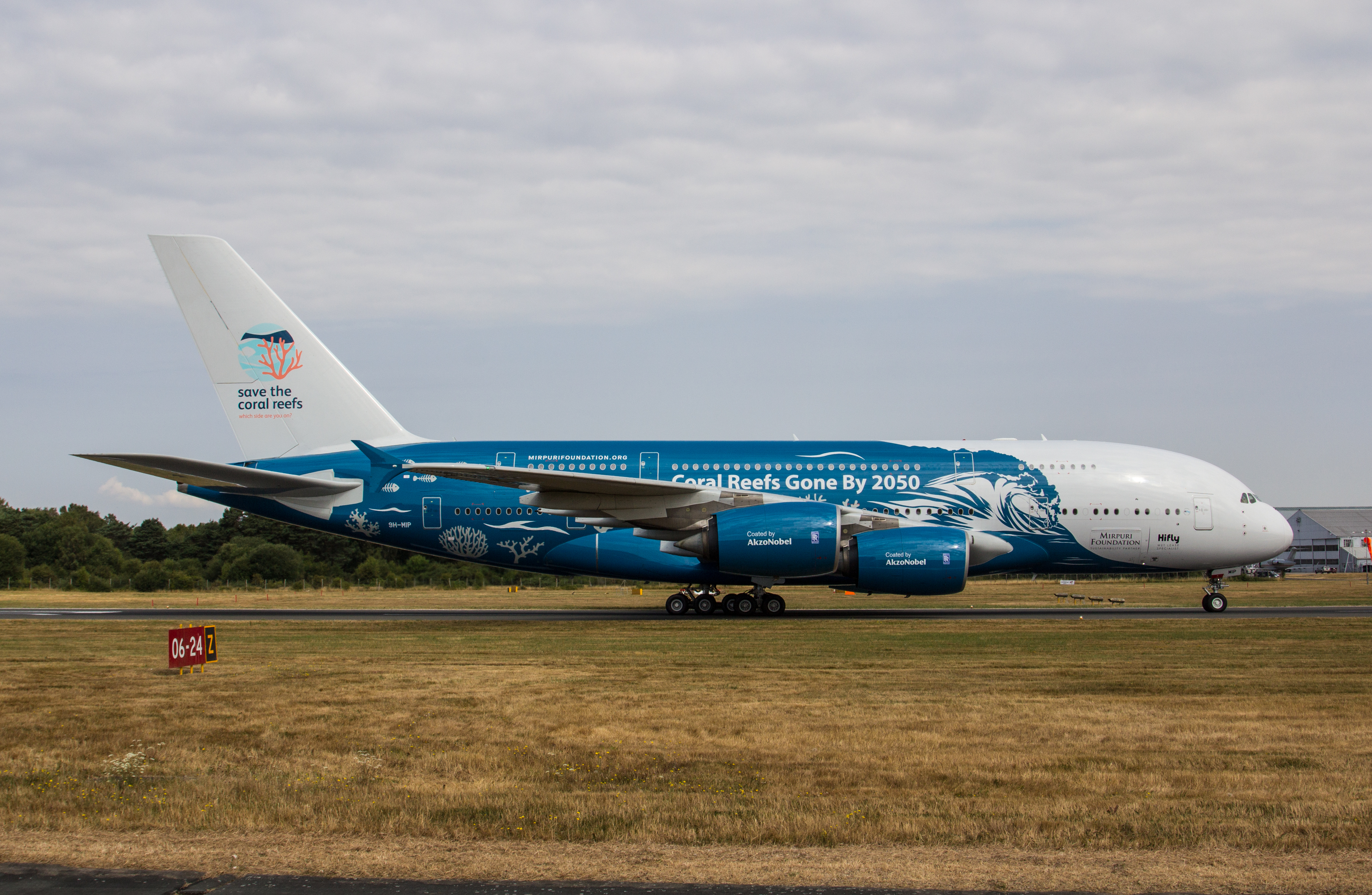
A380-800 Hi Fly
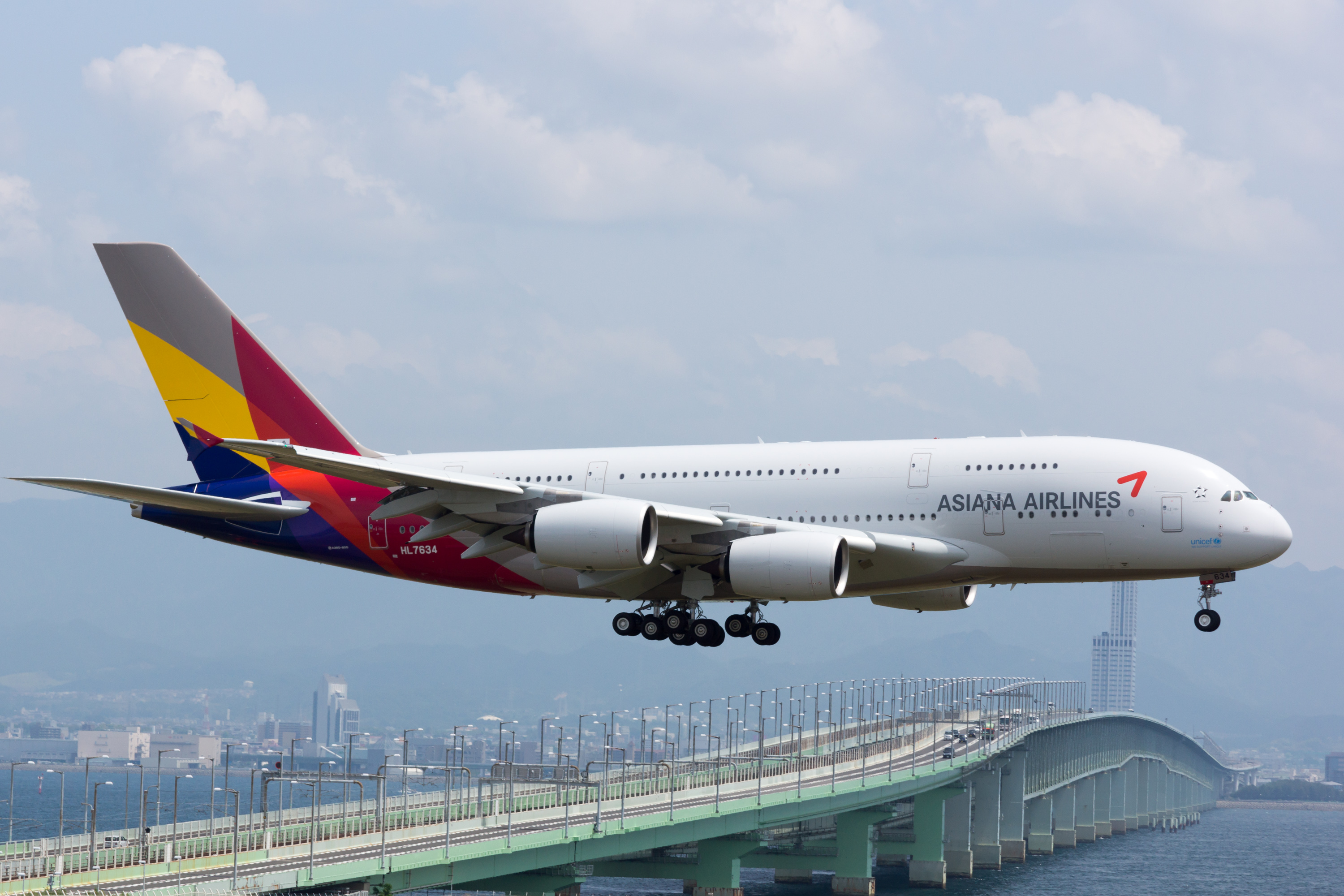
A380-800 Asiana Airlines
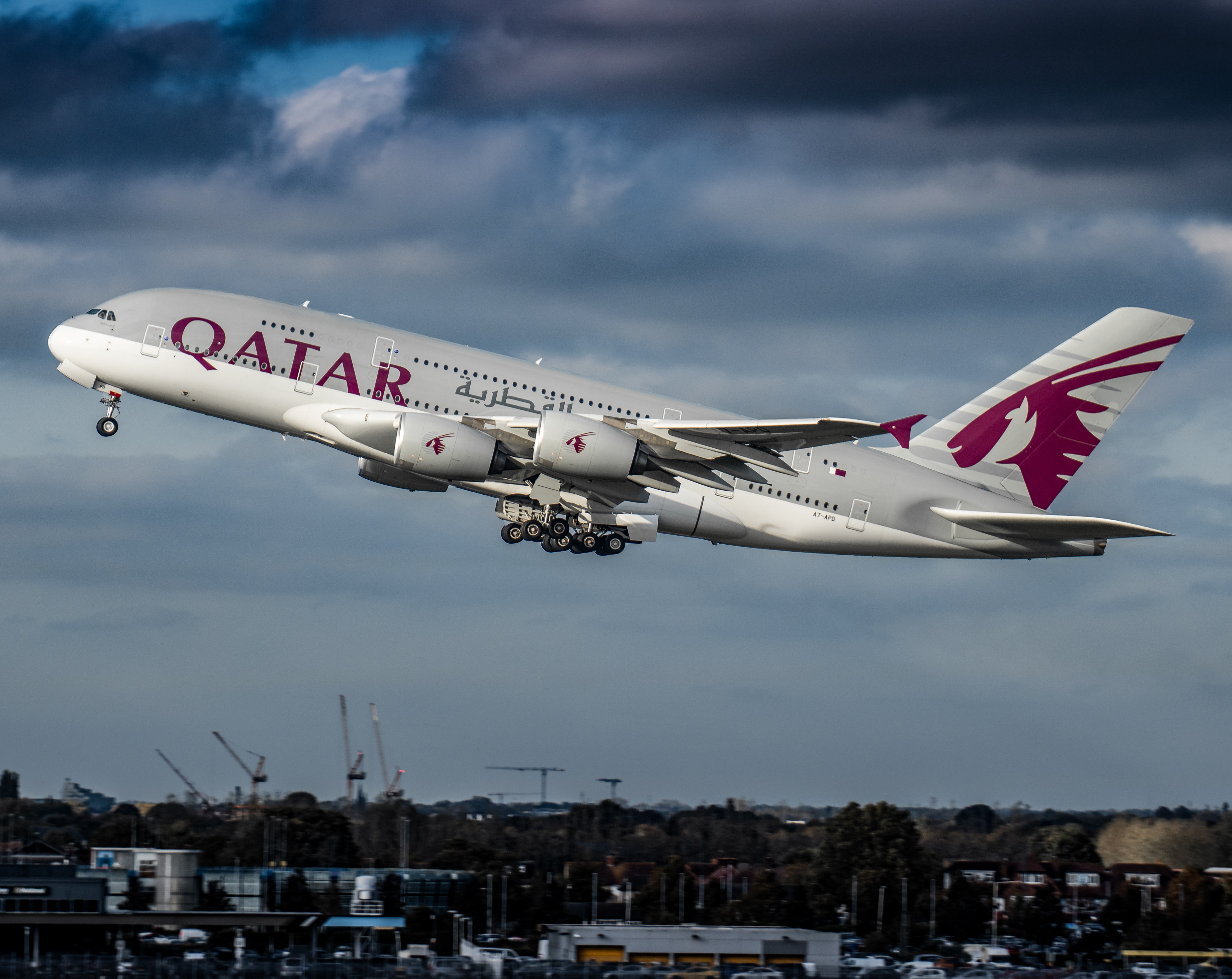
A380-800 Qatar Airways
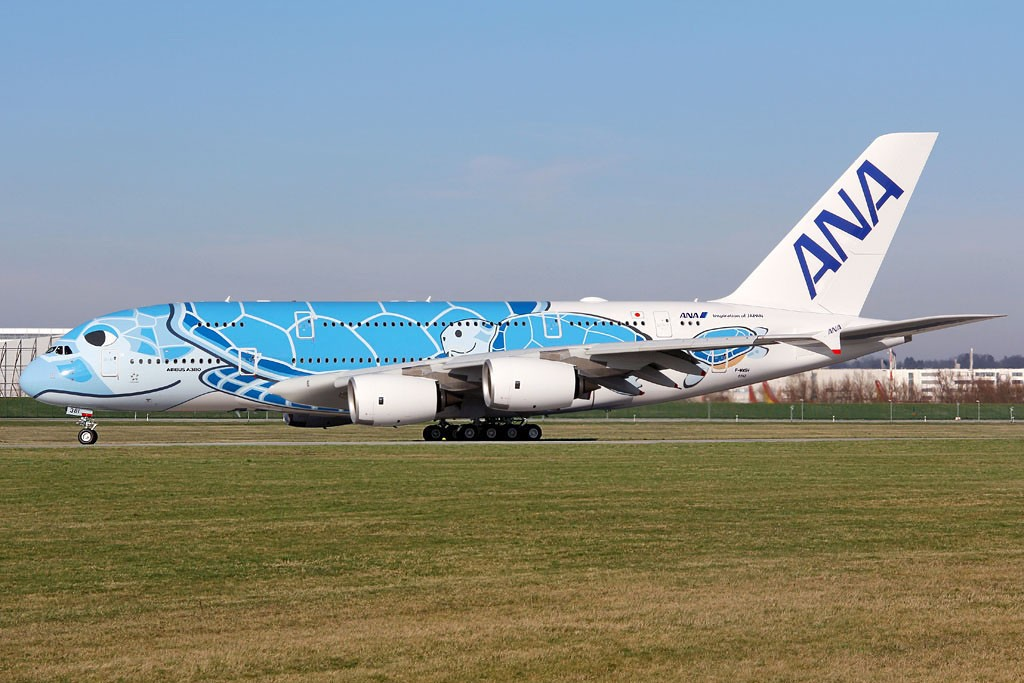
A380-800 All Nippon Airways
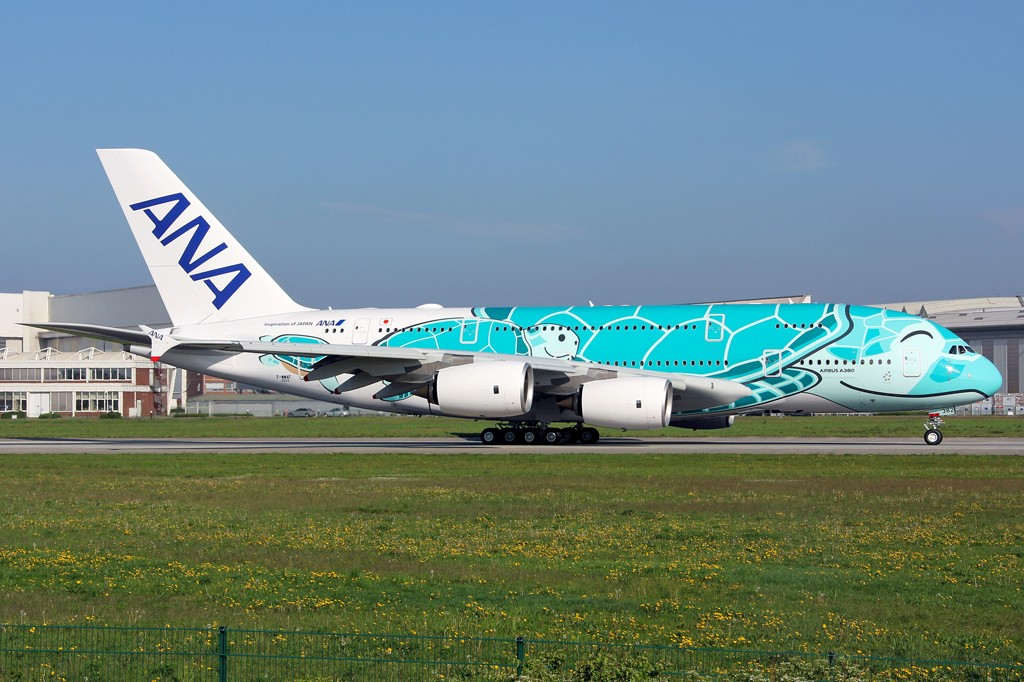
A380-800 All Nippon Airways

### Бывшие эксплуатанты
1. Air France использовала 10 бортов с 2009 по май 2020 года.
2. Hi Fly использовала 1 авиалайнер А380 на чартерных рейсах с 2018 по 2020 год. Впервые использовался лайнер, ранее летавший в парке Singapore Airlines, самолет будет передан в авиакомпанию Global airlines .
3. Thai Airways использовала 6 авиалайнеров с 2012 года. Списаны в 2020 году из-за Пандемии COVID-19.
4. China Southern Airlines использовала 5 авиалайнеров А380 на маршрутах из Пекина в Шанхай, Гуанчжоу. Последний полёт совершён 6 ноября 2022 года, 1 самолет передали в Global airlines.

### Происшествия
По данным на 10 января 2020 года, 58 самолётов Airbus 380 стали участниками авиационных инцидентов и происшествий, но никто из находившихся на их борту людей не погиб.
| Дата       | Бортовой номер | Место происшествия  | Жертвы | Краткое описание |
| ---------- | -------------- | ------------------- | ------ | --- |
| 04.11.2010 | VH-OQA         | Батам               | 0/469  | Через 5 минут после вылета из Сингапура взорвался один из двигателей. Совершил аварийную посадку в аэропорту вылета. Глава авиакомпании Qantas заявил, что причиной взрыва двигателя самолёта могла стать ошибка, допущенная компанией-производителем двигателя. После инцидента авиакомпания Qantas приостановила полёты всех принадлежавших ей A380 на 48 часов до завершения их тщательной проверки. |
| 12.04.2011 | F-HPJD         | Нью-Йорк            | 0/510  | Готовясь к вылету, зацепил крылом хвост CRJ 700 авиакомпании Delta Air Lines. Оба самолёта получили повреждения. |
| 30.09.2017 | F-HPJE         | Хаппи-Валли-Гуз-Бей | 0/521  | Во время рейса Париж — Лос-Анджелес разрушились вентиляторный диск и компрессор низкого давления двигателя. Аварийная посадка. |
| 27.03.2024 | A6-EDM         | Москва              | 0/н.д  | Повреждение самолёта спецмашиной. |

## Лётно-технические характеристики
| Характеристики                  | A380-800 | A380-800F |
| ------------------------------- | --- | --- |
| Экипаж                          | 2 пилота | 2 пилота |
| Вместимость                     | 525 (3 класса) | 58 контейнеров |
| Длина                           | 73,0 м | 72,75 м |
| Максимальная взлётная масса     | 560 тонн | 560 тонн |
| Размах крыла                    | 79,75 м | 79,75 м |
| Площадь крыла                   | 845 м² | 845 м² |
| Стреловидность крыла            | 33,5° | 33,5° |
| Высота                          | 24,09 м | 24,09 м |
| Колёсная база                   | 30,4 м | 30,4 м |
| Ширина фюзеляжа                 | 7,14 м | 7,14 м |
| Длина разбега                   | 2050 м | 2050 м |
| Длина пробега                   | 2900 м | 2900 м |
| Крейсерская скорость            | 900 км/ч | 900 км/ч |
| Максимальная скорость           | 945 км/ч | 945 км/ч |
| Дальность полёта                | 15 200 км | 15 400 км |
| Практический потолок            | 13 115 м | 13 115 м |
| Максимальное количество топлива | 248 тонн | 296 тонн |
| Силовая установка               | 4 x 311 кН Engine Alliance GP7270 (A380-861) Engine Alliance GP7272(A380-862) Trent 970, Trent 970B (A380-841) Trent 972, Trent 972B (A380-842) 4 x 340 кН GP7277 (A380-863F) GP7281 (A380-864F) Trent 977, Trent 977B (A380-843F) | 4 x 311 кН Engine Alliance GP7270 (A380-861) Engine Alliance GP7272(A380-862) Trent 970, Trent 970B (A380-841) Trent 972, Trent 972B (A380-842) 4 x 340 кН GP7277 (A380-863F) GP7281 (A380-864F) Trent 977, Trent 977B (A380-843F) |